# Boissy-aux-Cailles
Pour les articles homonymes, voir Boissy.
Boissy-aux-Cailles est une commune française située dans le département de Seine-et-Marne, en région Île-de-France. En 2022, elle compte 274 habitants.

## Géographie

### Localisation

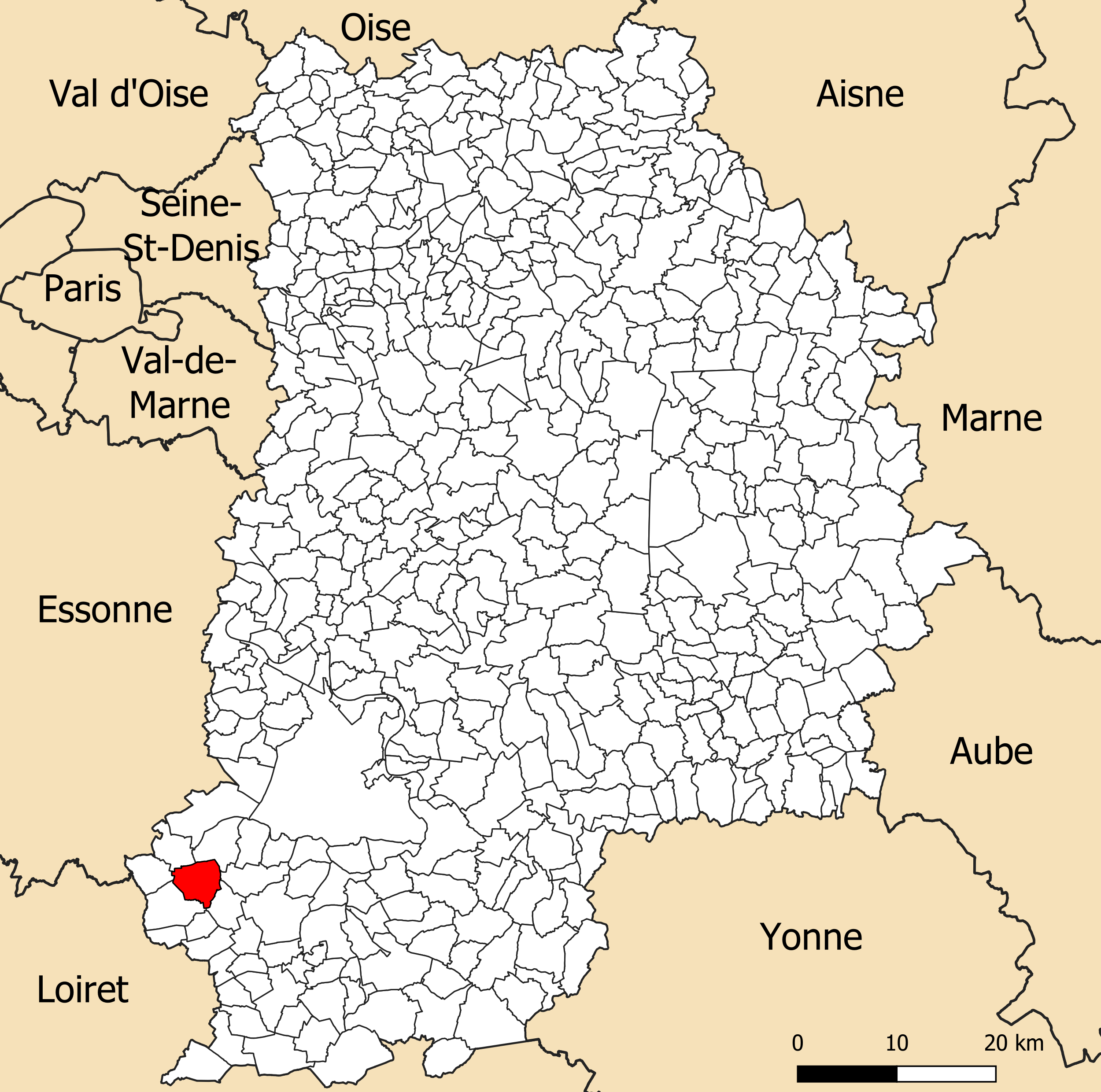
Localisation de Boissy-aux-Cailles dans le département de Seine-et-Marne.

La commune de Boissy-aux-Cailles se trouve dans le département de Seine-et-Marne, en région Île-de-France.
Elle se situe à 36,42 km par la route de Melun, préfecture du département et à 21,52 km de Fontainebleau, sous-préfecture. La commune fait en outre partie du bassin de vie de La Chapelle-la-Reine et fait partie des 69 communes  du parc naturel régional du Gâtinais français (dont 33 en Seine-et-Marne).

### Communes limitrophes

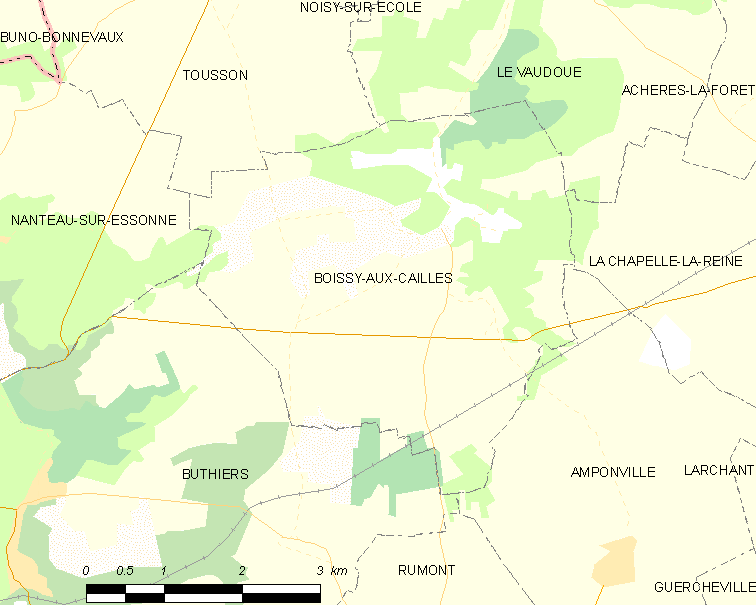
Carte des communes limitrophes de Boissy-aux-Cailles.

Les communes les plus proches sont : 
Le Vaudoué (4,3 km), Tousson (4,5 km), Amponville (4,9 km), La Chapelle-la-Reine (5,1 km), Noisy-sur-École (5,4 km), Achères-la-Forêt (5,4 km), Rumont (6,1 km), Nanteau-sur-Essonne (6,4 km).
| Nanteau-sur-Essonne | Tousson, Le Vaudoué | La Chapelle-la-Reine |
| Buthiers            | Boissy-aux-Cailles  |                      |
|                     | Amponville          |                      |

### Relief et géologie
Le territoire de la commune se situe dans le sud du Bassin parisien, plus précisément au nord de la région naturelle du Gâtinais.
La structure de cette commune est très particulière. En effet, elle est composée pour une part de terres du plateau, en openfield, et pour l'autre part d'une vallée profonde de 50 mètres. La rivière École prend maintenant sa source dans la commune du Vaudoué mais elle prenait sa source autrefois à Jacqueville (commune d'Amponville) ou peut être même à la Chapelle-la-Reine et traversait l'emplacement du village actuel de Boissy. La vallée se creuse près du hameau de Marlanval et descend jusqu'au village. Elle continue ensuite jusqu'au Vaudoué. La vallée sèche est déserte ce qui permet à de nombreux animaux sauvages d'y vivre. Cette vallée est boisée, sur ses flancs, de son origine jusqu'au Vaudoué, le plateau en revanche ne l'est pas à l'exception de quelques bosquets.
Géologiquement intégré au bassin parisien, qui est une région géologique sédimentaire, l'ensemble des terrains affleurants de la commune sont issus de l'ère géologique Cénozoïque (des périodes géologiques s'étageant du Paléogène au Quaternaire),.
Après l'épisode sédimentaire du Stampien pendant lequel s'est déposée une importante couche de sable, se sont déposés des limons qui constituent la couche fertile et cultivée. Au quaternaire la mise en place du réseau hydrographique, creuse une profonde vallée et fait apparaître, sur les flancs, des grès provenant de la recristallisation du sable.

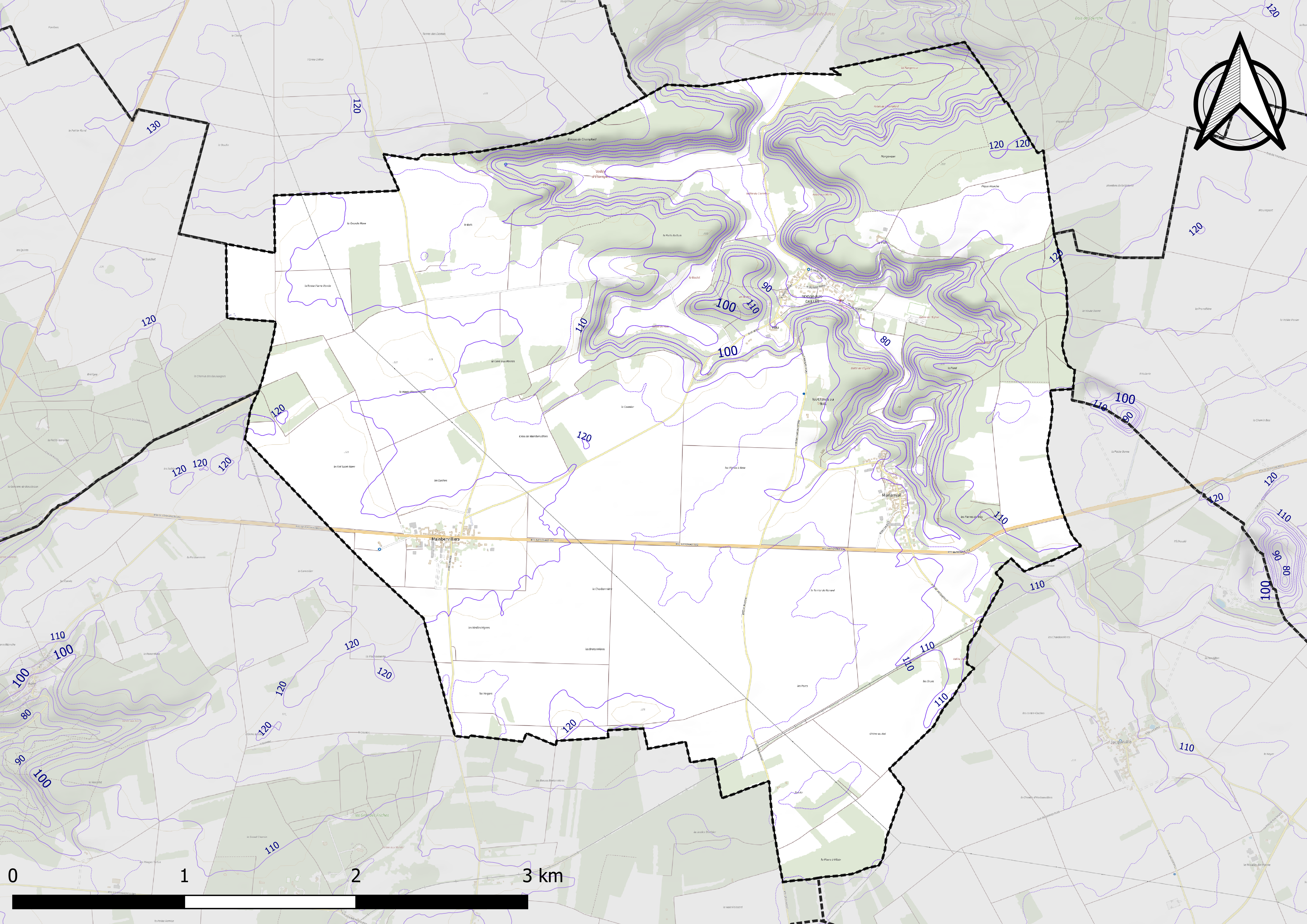
Carte du relief de Boissy-aux-Cailles.
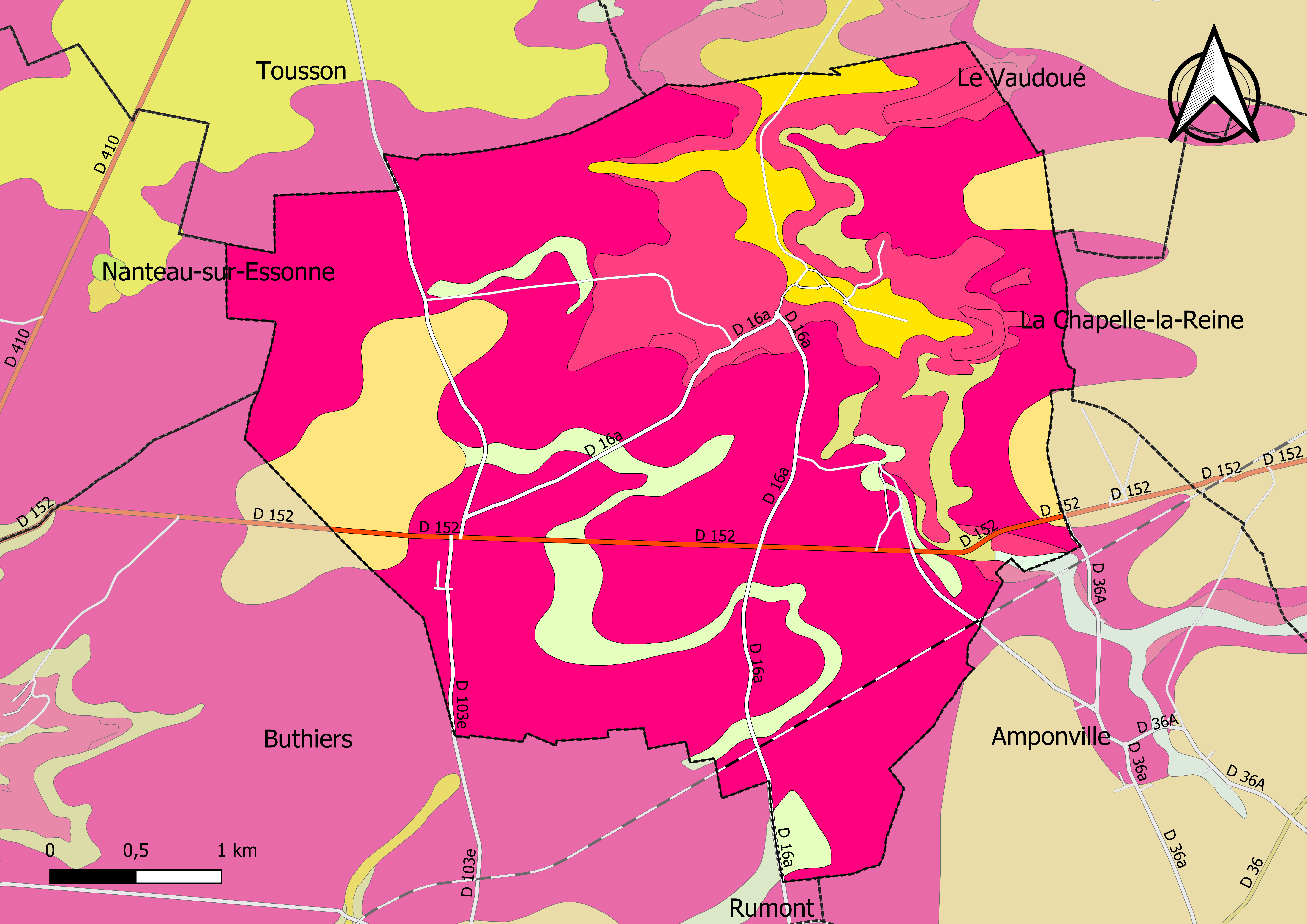
Carte géologique vectorisée et harmonisée de Boissy-aux-Cailles.

|  | CE : | Colluvions polygéniques éboulis.                                  |
|  | CF : | Colluvions de versant et de fond de vallon.                       |
|  | LP : | Limon des plateaux de composition argilo-marneuse.                |
|  | Fz : | Alluvions récentes : limons, argiles, sables, tourbes localement. |

|  | g1ME : | Faciès marneux du Calcaire d'Étampes.                                                                |
|  | g1CE : | Calcaire d'Étampes, meulières, marnes, calcaires du Gâtinais.                                        |
|  | g1GF : | Grès de Fontainebleau en place ou remaniés (grésification quaternaire de sables stampiens dunaires). |
|  | g1SF : | Sables de Fontainebleau, accessoirement grès en place ou peu remanié (versant).                      |

### Hydrographie
La commune n’est traversée par aucun cours d'eau.

### Climat
Pour des articles plus généraux, voir Climat de l'Île-de-France et Climat de Seine-et-Marne.
En 2010, le climat de la commune est de type climat océanique dégradé des plaines du Centre et du Nord, selon une étude du CNRS s'appuyant sur une série de données couvrant la période 1971-2000. En 2020, Météo-France publie une typologie des climats de la France métropolitaine dans laquelle la commune est exposée à un climat océanique altéré et est dans la région climatique Sud-ouest du bassin Parisien, caractérisée par une faible pluviométrie, notamment au printemps (120 à 150 mm) et un hiver froid (3,5 °C).
Pour la période 1971-2000, la température annuelle moyenne est de 11 °C, avec une amplitude thermique annuelle de 15,3 °C. Le cumul annuel moyen de précipitations est de 682 mm, avec 10,2 jours de précipitations en janvier et 7,1 jours en juillet. Pour la période 1991-2020, la température moyenne annuelle observée sur la station météorologique la plus proche, située sur la commune de Boigneville à 10 km à vol d'oiseau, est de 11,5 °C et le cumul annuel moyen de précipitations est de 615,6 mm,. Pour l'avenir, les paramètres climatiques de la commune estimés pour 2050 selon différents scénarios d'émission de gaz à effet de serre sont consultables sur un site dédié publié par Météo-France en novembre 2022.

### Milieux naturels et biodiversité

#### Espaces protégés
La protection réglementaire est le mode d’intervention le plus fort pour préserver des espaces naturels remarquables et leur biodiversité associée,.
Dans ce cadre, la commune fait partie d'un espace protégé, le Parc naturel régional du Gâtinais français, créé en 1999 et d'une superficie de 75 567 ha. D’une grande richesse en termes d’habitats naturels, de flore et de faune, il est un maillon essentiel de l’Arc sud-francilien des continuités écologiques (notamment pour les espaces naturels ouverts et la circulation de la grande faune),,
La réserve de biosphère « Fontainebleau et Gâtinais », un espace protégé créée en 1998 et d'une superficie totale de 150 544 ha (zone centrale, zone de transition et zone tampon) concerne également la commune. Cette réserve de biosphère, d'une grande biodiversité, comprend trois grands ensembles : une grande moitié ouest à dominante agricole, l’emblématique forêt de Fontainebleau au centre, et le Val de Seine à l’est. La structure de coordination est l'Association de la Réserve de biosphère de Fontainebleau et du Gâtinais, qui comprend un conseil scientifique et un Conseil Éducation, unique parmi les Réserves de biosphère françaises,,,.

#### Réseau Natura 2000

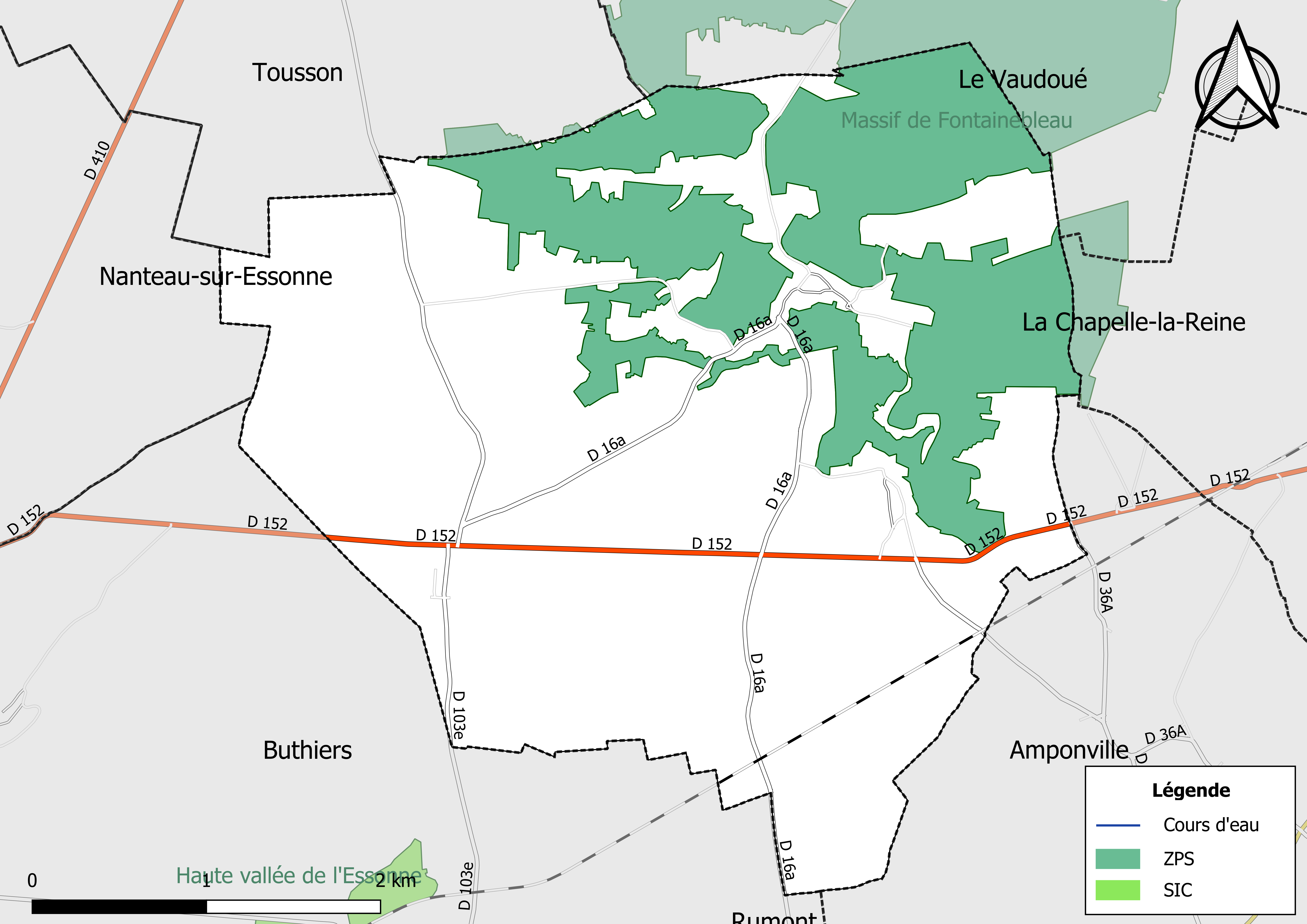
Sites Natura 2000 sur le territoire communal.

Le réseau Natura 2000 est un réseau écologique européen de sites naturels d’intérêt écologique élaboré à partir des Directives « Habitats » et « Oiseaux ». Ce réseau est constitué de Zones spéciales de conservation (ZSC) et de Zones de protection spéciale (ZPS). Dans les zones de ce réseau, les États Membres s'engagent à maintenir dans un état de conservation favorable les types d'habitats et d'espèces concernés, par le biais de mesures réglementaires, administratives ou contractuelles.
Un site Natura 2000 a été défini sur la commune, tant au titre de la « directive Habitats » que de la « directive Oiseaux » :le « Massif de Fontainebleau ». Cet espace constitue le plus ancien exemple français de protection de la nature. Les alignements de buttes gréseuses alternent avec les vallées sèches. Les conditions de sols, d'humidité et d'expositions sont très variées. La forêt de Fontainebleau est réputée pour sa remarquable biodiversité animale et végétale. Ainsi, elle abrite la faune d'arthropodes la plus riche d'Europe (3 300 espèces de coléoptères, 1 200 de lépidoptères) ainsi qu'une soixantaine d'espèces végétales protégées.

#### Zones naturelles d'intérêt écologique, faunistique et floristique
L’inventaire des zones naturelles d'intérêt écologique, faunistique et floristique (ZNIEFF) a pour objectif de réaliser une couverture des zones les plus intéressantes sur le plan écologique, essentiellement dans la perspective d’améliorer la connaissance du patrimoine naturel national et de fournir aux différents décideurs un outil d’aide à la prise en compte de l’environnement dans l’aménagement du territoire.
Le territoire communal de Boissy-aux-Cailles comprend une ZNIEFF de type 1,, 
les « Bois de Fourche et vallées de Champlaid et de l'Église » (424,78 ha), couvrant 2 communes du département, et un ZNIEFF de type 2,, 
la « vallée de l'Éssonne de Buthiers à la Seine » (5 102,19 ha), couvrant 29 communes dont 1 dans le Loiret, 4 en Seine-et-Marne et 24 dans l'Essonne.

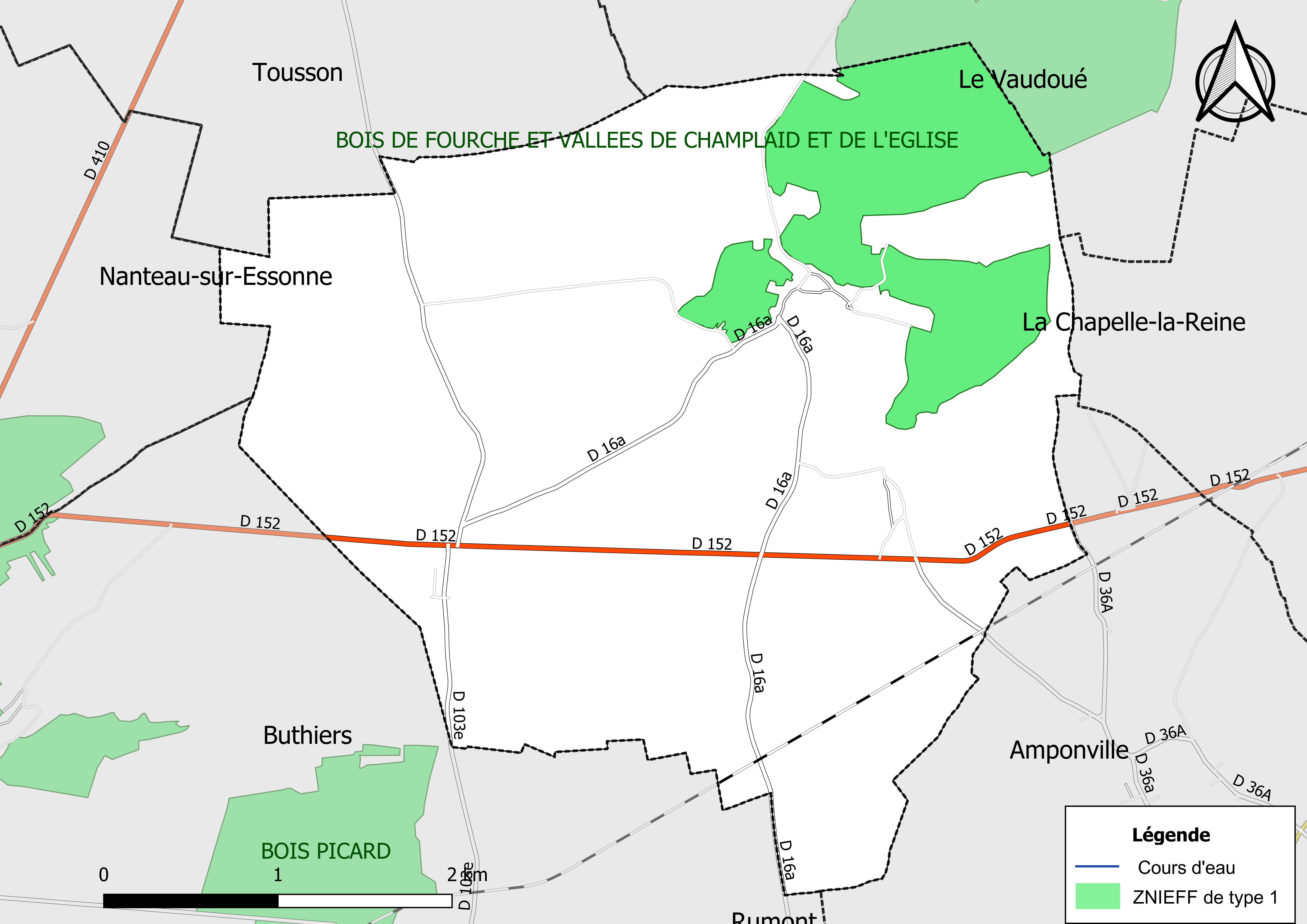
Carte des ZNIEFF de type 1 de la commune.
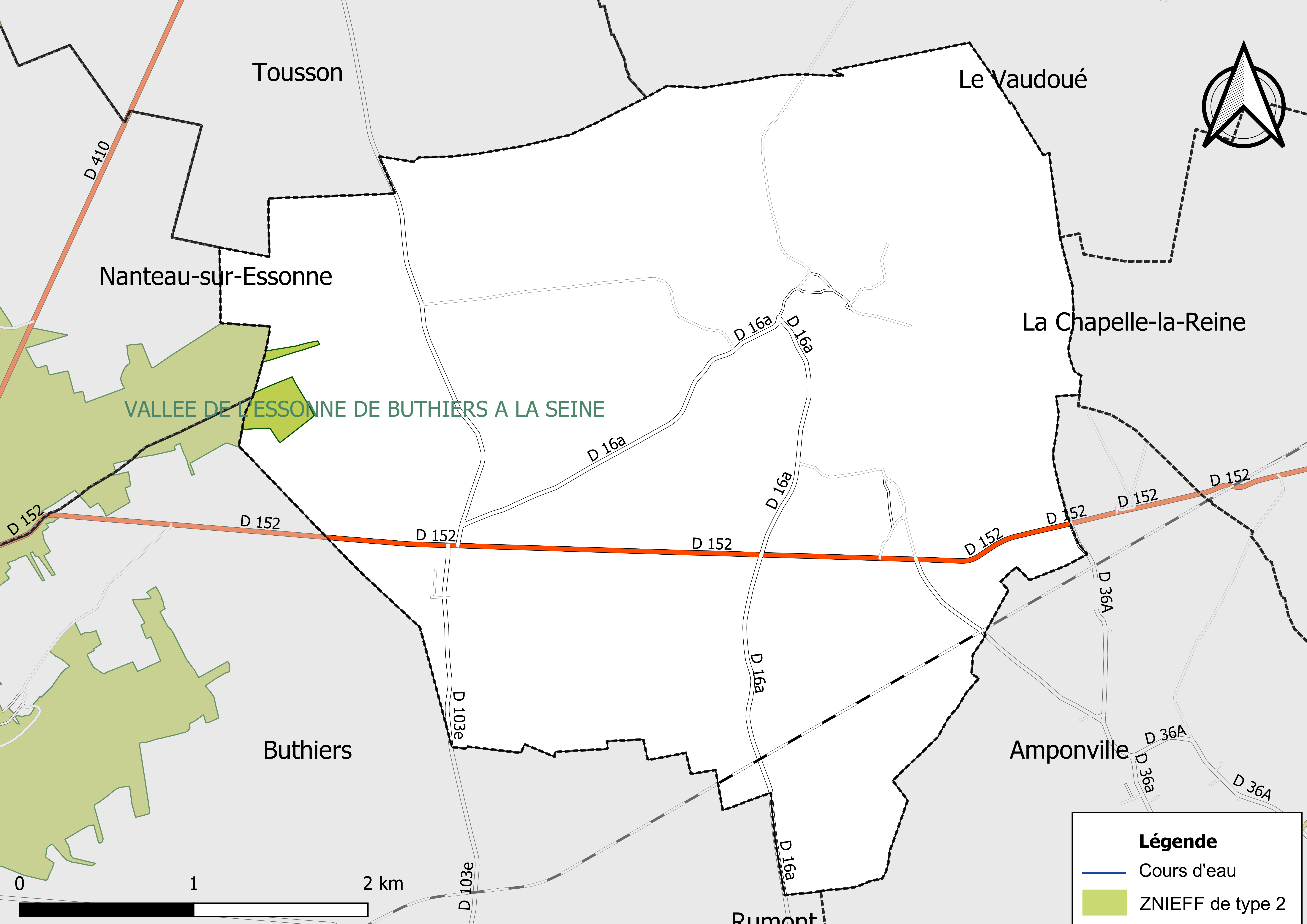
Carte des ZNIEFF de type 2 de la commune.

## Urbanisme

### Typologie
Au 1er janvier 2024, Boissy-aux-Cailles est catégorisée commune rurale à habitat dispersé, selon la nouvelle grille communale de densité à sept niveaux définie par l'Insee en 2022.
Elle est située hors unité urbaine. Par ailleurs la commune fait partie de l'aire d'attraction de Paris, dont elle est une commune de la couronne,. Cette aire regroupe 1 929 communes,.

### Occupation des sols
En 2018, l'occupation des sols de la commune, telle qu'elle ressort de la base de données européenne d’occupation biophysique des sols Corine Land Cover (CLC), est marquée par l'importance des terres arables (57,04 %) en augmentation par rapport à 1990 (54,58 %). La répartition détaillée est la suivante : terres arables (57,04 %), forêts (27,26 %), zones agricoles hétérogènes (15,70 %),.
| Type d’occupation | 1990        | 1990    | 2018        | 2018    | Bilan    |
| --- | ----------- | ------- | ----------- | ------- | -------- |
| Territoires artificialisés (zones urbanisées, zones industrielles ou commerciales et réseaux de communication, mines, décharges et chantiers, espaces verts artificialisés ou non agricoles) | nd *        | nd      | nd          | nd      |          |
| Territoires agricoles (terres arables, cultures permanentes, prairies, zones agricoles hétérogènes))                                                                                         | 1 188,40 ha | 72,77 % | 1 187,89 ha | 72,74 % | −0,51 ha |
| Forêts et milieux semi-naturels (forêts, milieux à végétation arbustive et/ou herbacée, espaces ouverts sans ou avec peu de végétation)                                                      | 444,63 ha   | 27,23 % | 445,14 ha   | 27,26 % | 0,51 ha  |
| * nd : non déterminé. |             |         |             |         |          |

Parallèlement, L'Institut Paris Région, agence d'urbanisme de la région Île-de-France, a mis en place un inventaire numérique de l'occupation du sol de l'Île-de-France, dénommé le MOS (Mode d'occupation du sol), actualisé régulièrement depuis sa première édition en 1982. Réalisé à partir de photos aériennes, le MOS distingue les espaces naturels, agricoles et forestiers mais aussi les espaces urbains (habitat, infrastructures, équipements, activités économiques, etc.) selon une classification pouvant aller jusqu'à 81 postes, différente de celle de Corine Land Cover,,. L'Institut met également à disposition des outils permettant de visualiser par photo aérienne l'évolution de l'occupation des sols de la commune entre 1949 et 2018.

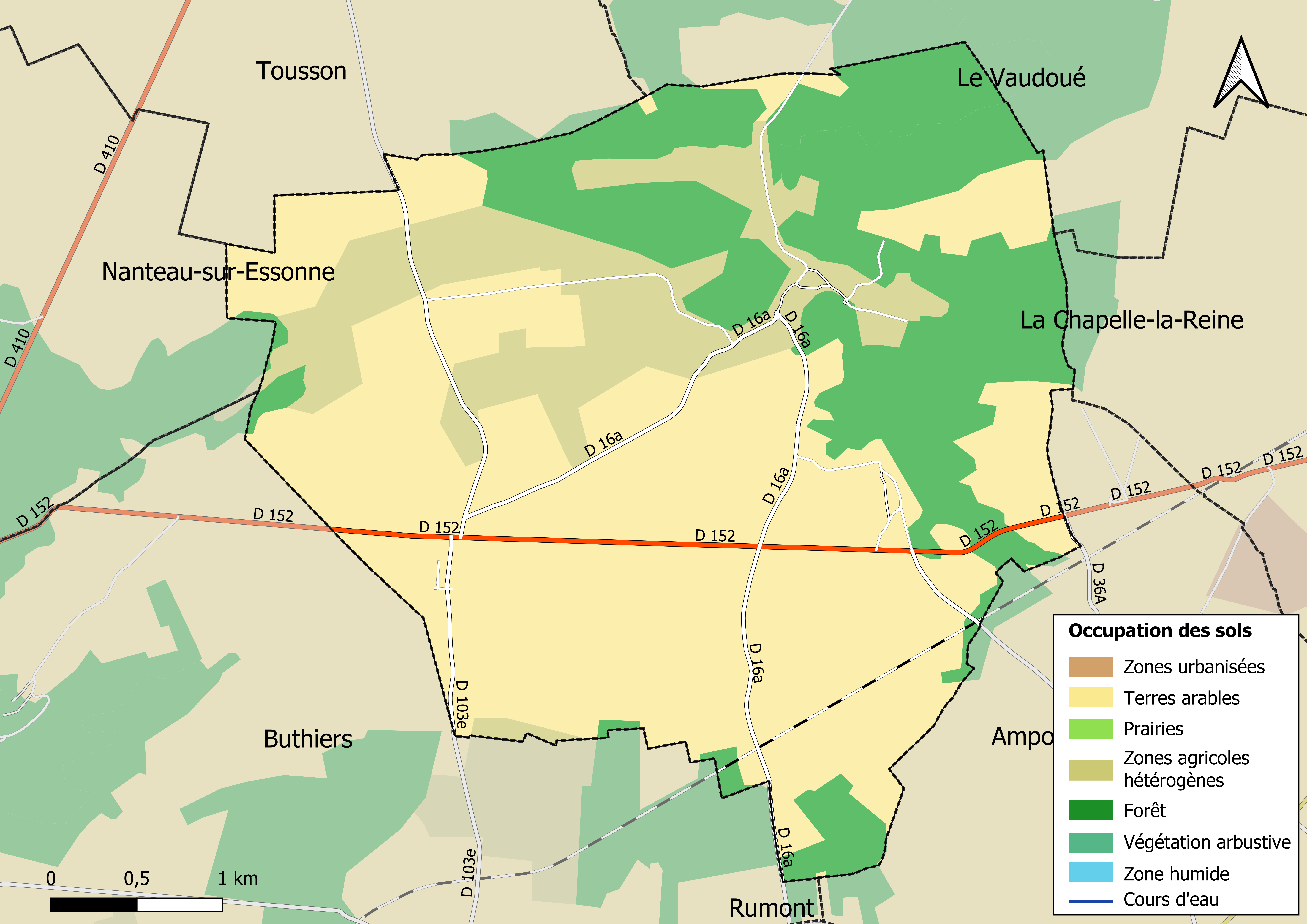
Carte de l'occupation des sols de la commune.
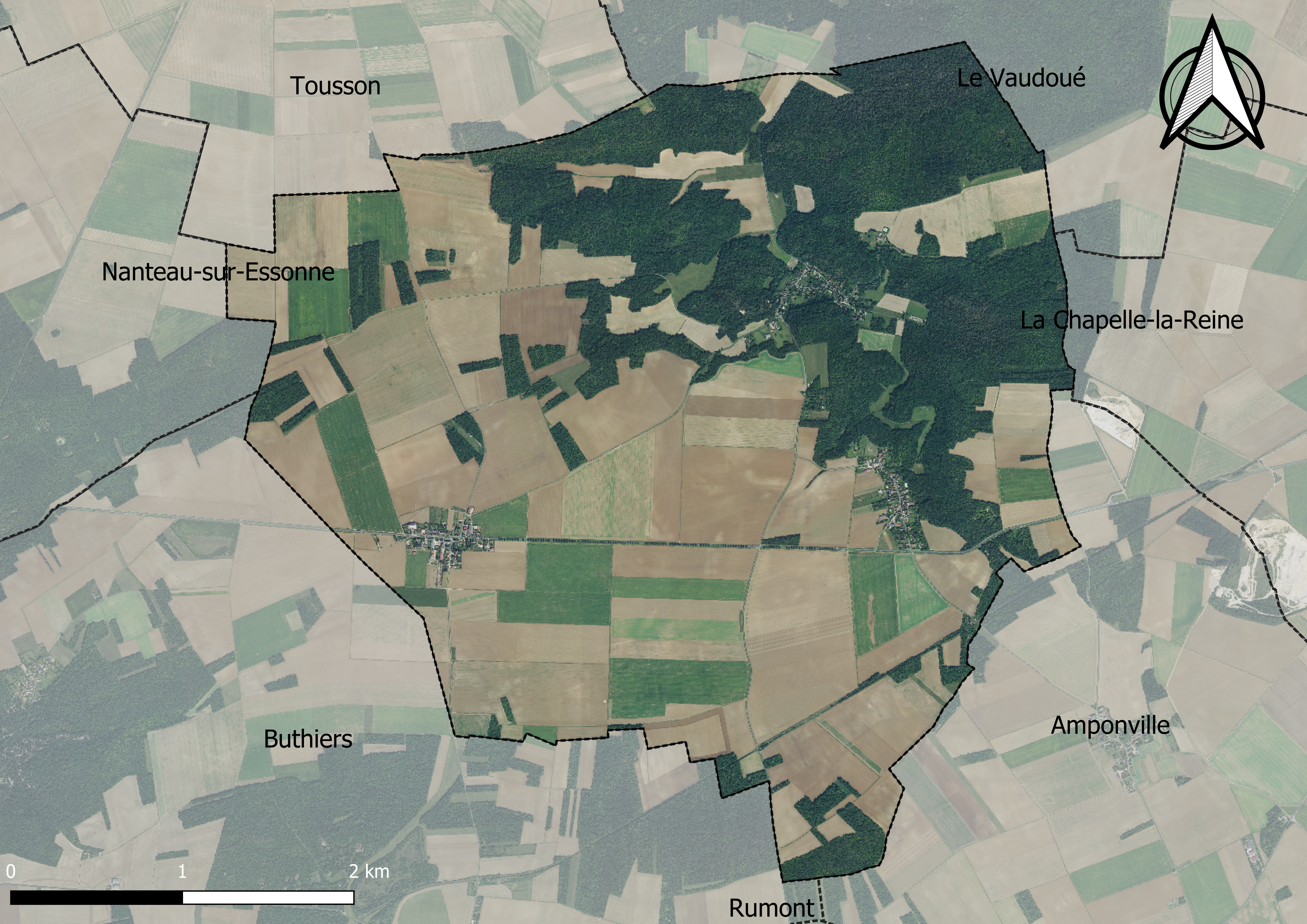
Carte orhophotogrammétrique de la commune.

### Lieux-dits et écarts

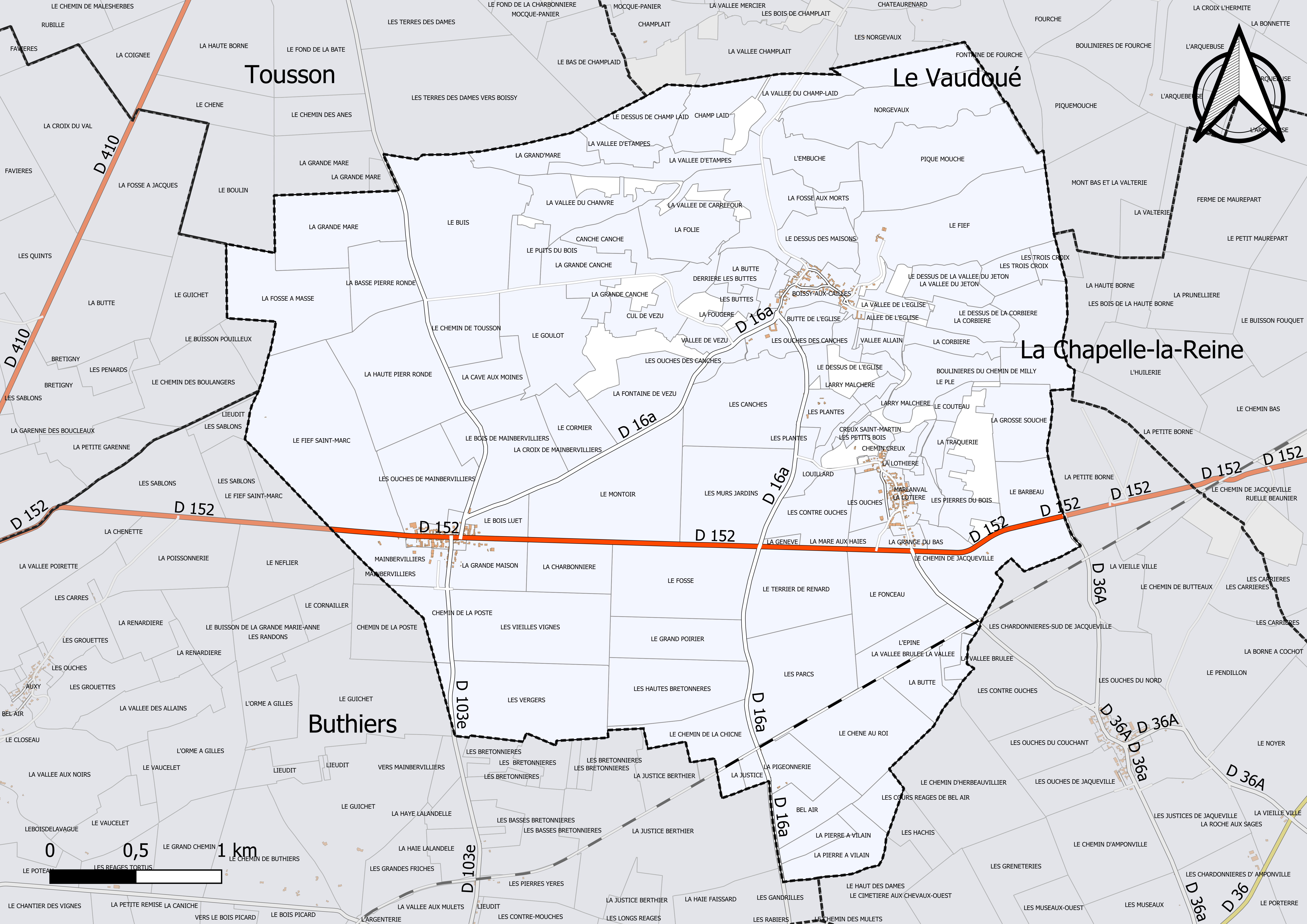
Carte du cadastre de la commune de Boissy-aux-Cailles.

La commune compte 110 lieux-dits administratifs répertoriés consultables ici (source : le fichier Fantoir) dont :
- Mainbervilliers. Ce hameau est traversé par la route départementale (ex-RN 152), qui va de Fontainebleau à Orléans. Une grande ferme autrefois cultivait toutes les terres aux alentours. Aujourd'hui plusieurs fermes sont implantées sur le même secteur. Mainbervilliers est éloigné du village de Boissy d'environ trois kilomètres.
- Marlanval. Ce hameau est proche de la route nationale mais n'est pas traversé par elle. La distance entre Boissy et Marlanval est courte, d'un peu plus d'un kilomètre mais compte tenu de la dénivellation, la distance par la route est de 2,5 kilomètres.

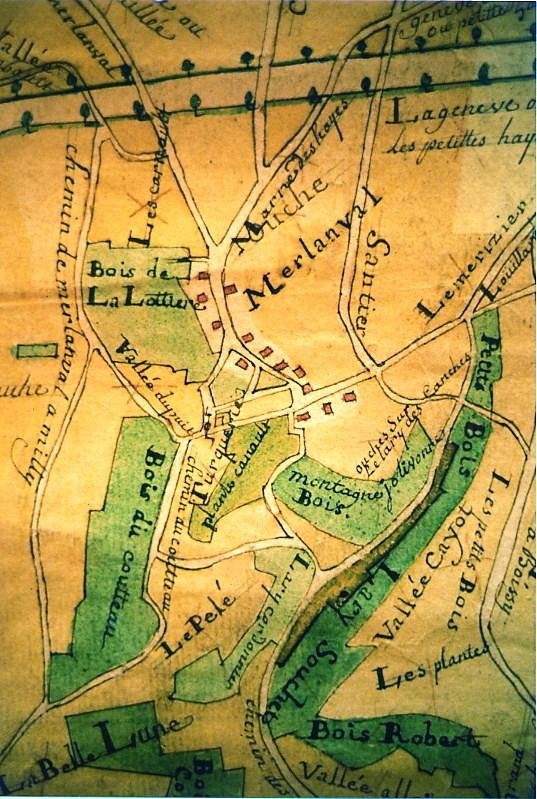
Plan terrier de Marlanval 1750.
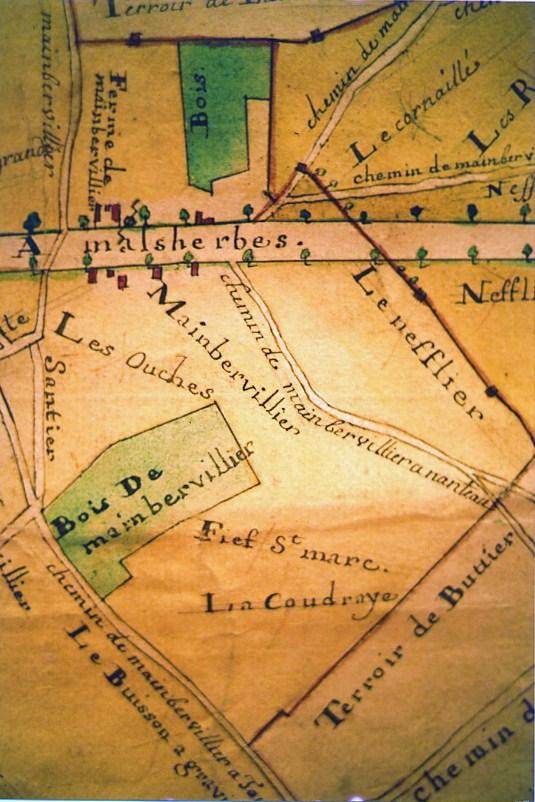
Plan terrier de Mainbervilliers en 1750.

### Logement
En 2016, le nombre total de logements dans la commune était de 166 dont 100 % de maisons.
Parmi ces logements, 75,3 % étaient des résidences principales, 22,9 % des résidences secondaires et 1,8 % des logements vacants.
La part des ménages fiscaux propriétaires de leur résidence principale s'élevait à 90,4 % contre 8,8 % de locataires et 0,8 % logés gratuitement.

### Voies de communication et transports

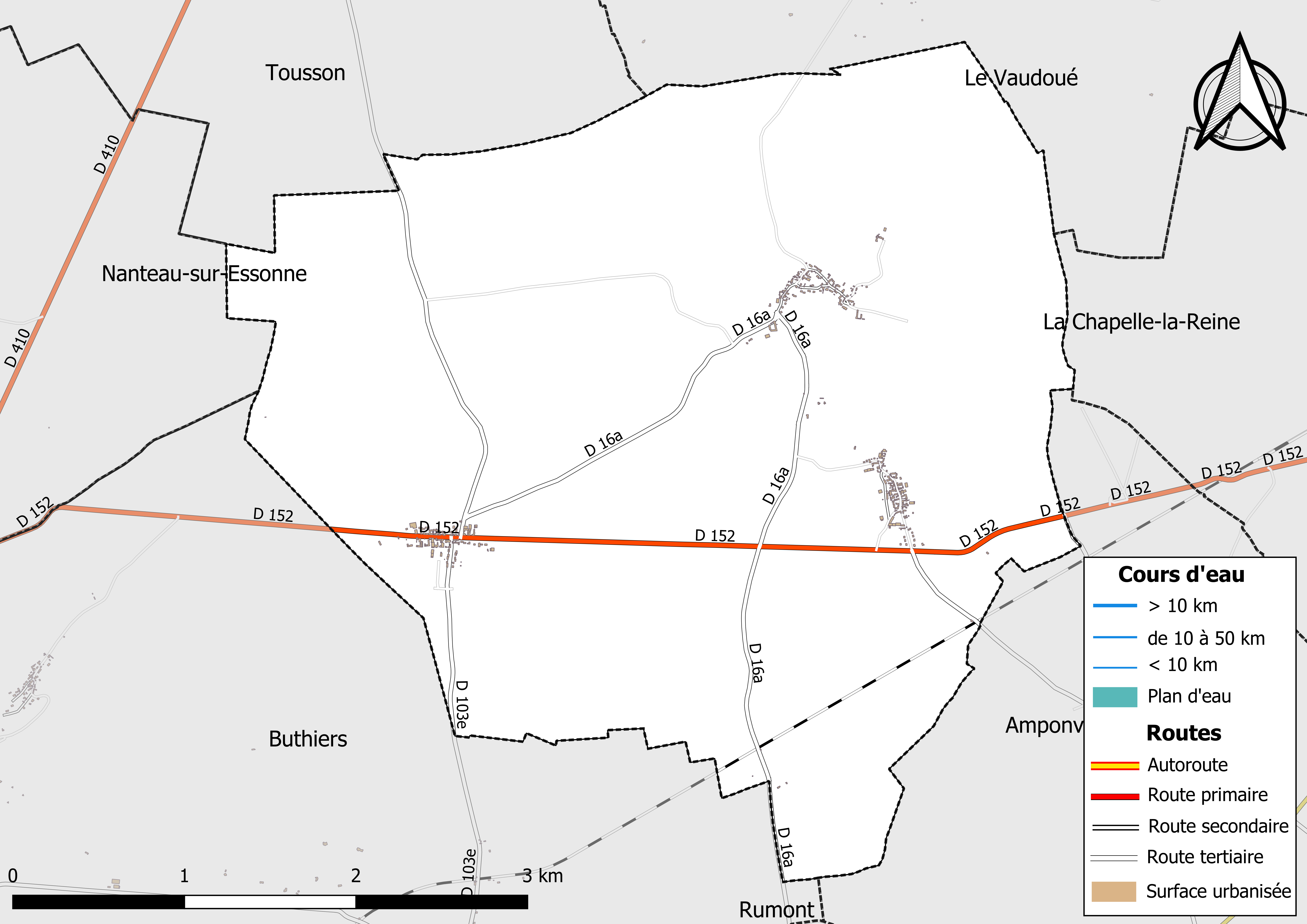
Carte des réseaux hydrographique et routier de Boissy-aux-Cailles.

#### Voies de communication
Le territoire de la commune est traversé en son centre, d'est en ouest, par la route départementale D 152 qui traverse ensuite le hameau de Mainbervilliers. Cette route relie Boissy-aux-Cailles à La Chapelle-la-Reine, à l'est ; et à Buthiers, à l'ouest. La D 152 est l'ancienne route royale no 51, qui allait de Mézières à Orléans. Des bornes en pierres situées toutes les demi-lieues en attestent.

#### Transports
La commune est desservie par deux lignes d'autocars  :
- la ligne no 4004 du réseau de bus Vallée du Loing - Nemours, reliant Nanteau-sur-Essonne à Nemours ;
- la ligne no 4014 du réseau de bus Fontainebleau - Moret, reliant la gare de Malesherbes à la gare de Fontainebleau - Avon.

## Toponymie
Le nom de la localité est mentionné sous les formes « Bassiacum quod juxta Liricantum situm est » en 1113,; Buxei et Buxi en 1134 et 1154,; Buxiacum in pago Gastinensi en 1134,; Parrochia de Boissi en 1216,; Busseium en 1216,; Boessy en 1304,; Boissy le Repos en 1336,; « Ecclesia de Boissiaco Reposito in Vastino, Senonensis diocesis » en 1336,; Boissi le Repost en la chastellenie de Grez en Gastinois en 1336,; Boissy le Repout en 1367,; Boissys en 1382,; 
En Gatinois lès Boissy le Repous en 1384,; Boissy le Repost en 1397,; Boissy le Repoux en 1551,; Boissy les Merlaneaulx en 1589,; Boissy le Rabois en 1776,.

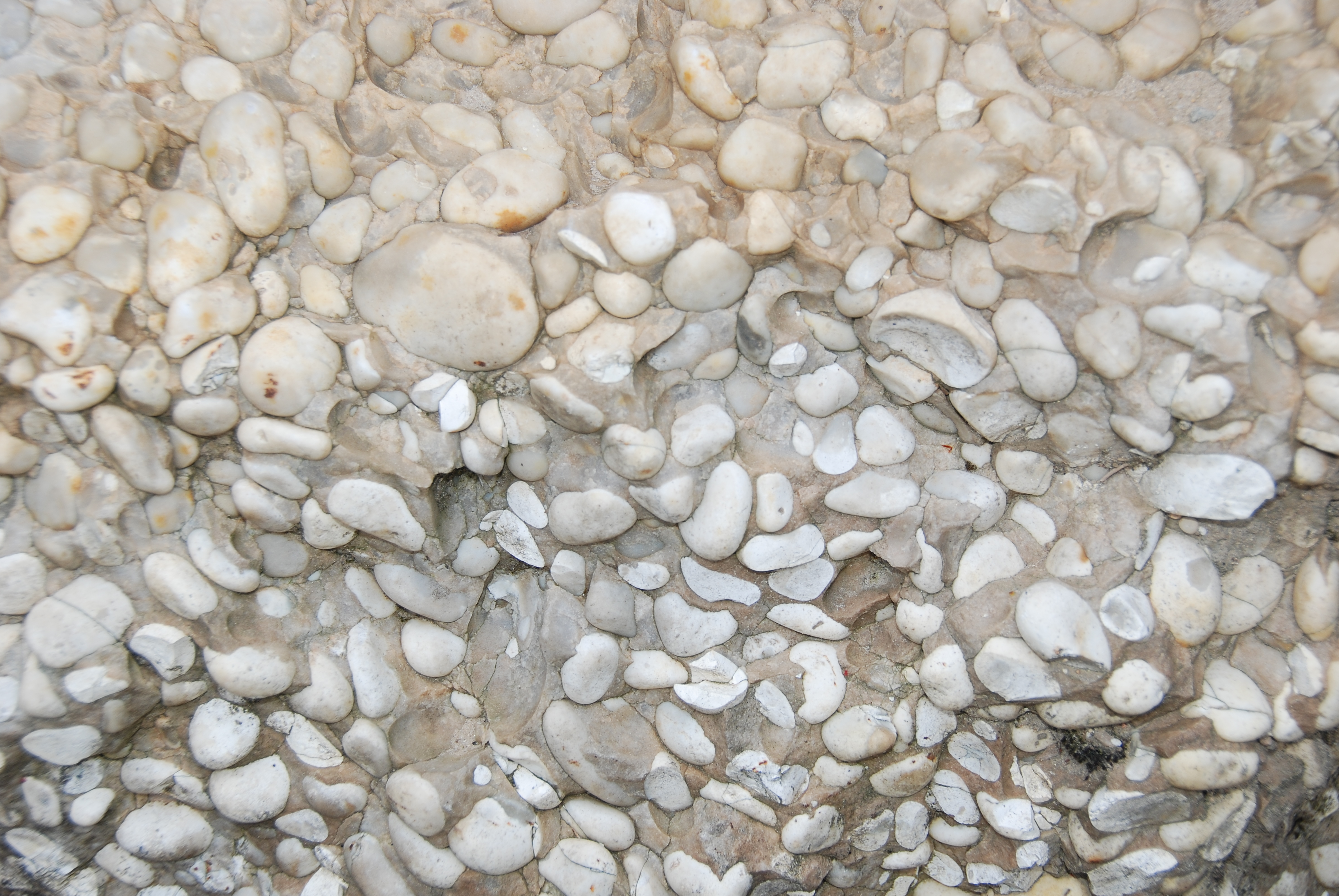
Agglomérat de Cailles.

Avant 1793, le village s'appelait Boissy-le-Repos ; Une légende locale explique ce nom par le fait que les religieuses de l'abbaye de Montmartre y avaient un domaine et venaient y « faire bonne chère et bon repos ».

Selon l’ouvrage « Les Noms de lieux de la Seine-et-Marne » rédigé par Jean-Marie Cassagne et Mariola Korsak, le terme repos est ici mal traduit car le terme représente une corruption de l’ancien français « repost » qui veut dire caché, mis de côté. Le nom devrait plutôt évoquer des maisons isolées, bâties à l’écart.
Comme souvent l'origine du nom n'est pas attestée, on trouverait cependant en 1113 l'appellation Bussiacum du nom de personne latin Bussius ou Buccius ou du gallo-roman BUXU (latin buxus) « buis », suivi du suffixe d'origine gauloise -(i)acum, initialement localisant.
Le toponyme Cailles constitue un héritage du gaulois caliavo ( caillou, pierre). Les premières maisons ont été construites sur un sol caillouteux ou près de champs renfermant des pierres indésirables, désignant un lieu caillouteux. On y trouve le lieu-dit « la Caillouterie »,.

## Histoire

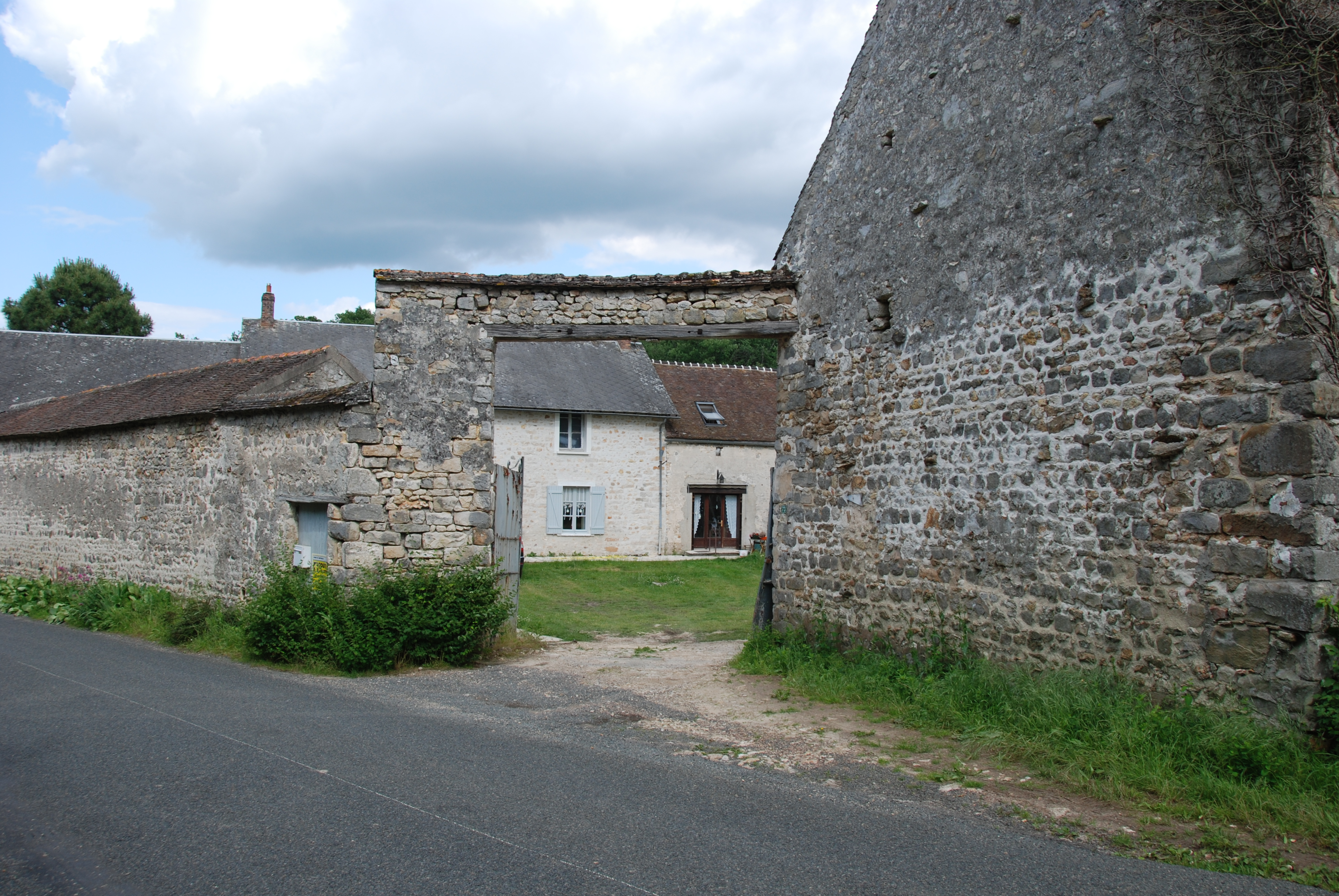
La ferme de Vezu.

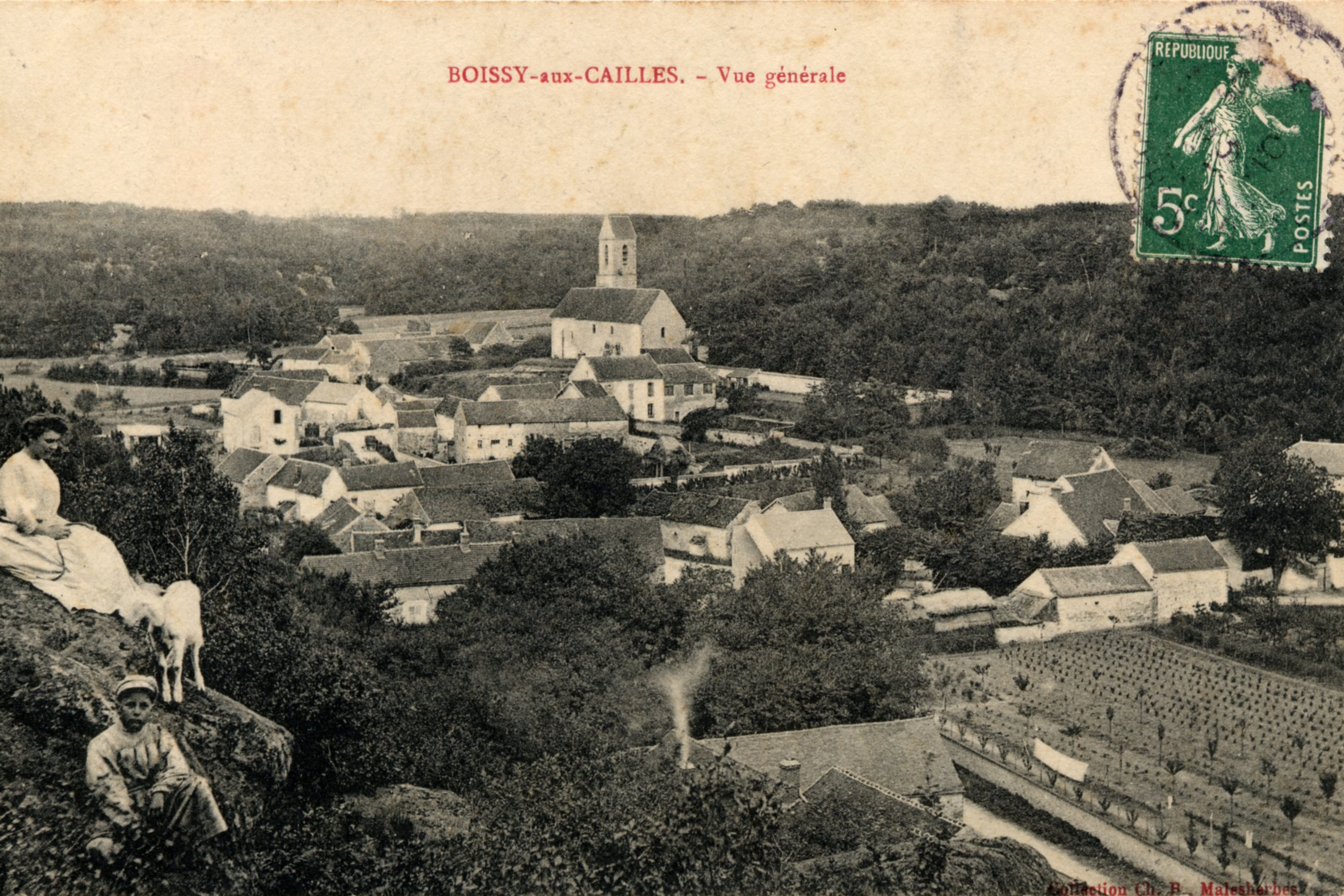
Boissy vers 1900.

En 1932, un très bel objet surnommé « tintinabulum » qui est probablement une pièce de harnachement a été trouvé à Boissy. Il date de l'âge du bronze et atteste donc d'une présence humaine à cette époque en ce lieu. Bien que difficile d'accès ce village devait avoir des relations avec la Chapelle-la-Reine et son proche hameau Butteaux.
La population devait être suffisante au XIIe siècle pour voir construire l'église Saint-Martin. La guerre de Cent Ans anéantit le village qui fut brûlé durant la guerre civile entre Armagnac et Bourguignon à la fin du XIVe siècle . Une enquête de 1480 indique qu'il n'y a plus eu de vie jusqu'en 1462, à l'exception peut être d'un laboureur du Vaudoué. Cette enquête avait été faite par le prévôt de Melun à la demande de Pierre Barton, vicomte de Monbas, seigneur de Faÿ, qui tenait de sa femme des terres à La Chapelle-la-Reine et à Boissy-le-Repos. Ces terres furent appelées plus tard « le fief de Monbas » et maintenant « la ferme du Fief ». C'est à l'occasion de cette enquête que fut interrogé Pierre Boulé, natif de la Chapelle, qui avait fui ce village à l'âge de 16 ans, avait été fait prisonnier par les Armagnac, puis était parti s'établir à Vaux-le-Penil. De retour plus tard, il trouva La Chapelle et Boissy « en ruyne et désolation ».
Les bénédictines de l'abbaye royale de Montmartre étaient au XVIIIe siècle propriétaires de divers biens sur le territoire de cette paroisse. L'abbesse était dame du lieu et exerçait la justice. Elle possédait la ferme de Vezu, une autre à Mainbervilliers et une à Herbauvilliers. Les religieuses venaient faire à Boissy « bonne chère et bon repos » honorant ainsi le nom de Boissy-le-Repos. À la Révolution, les biens des religieuses devinrent biens nationaux et furent vendus.
Le 8 juillet 1787, Louis XVI avait prescrit, dans chaque paroisse, la nomination d'une assemblée composée d'un syndic, de trois membres, du curé et du seigneur. Furent ainsi élus François Gastellier, François Pointcloux, Claude Pelard et Philippe Brege. Ce fut pour une courte durée puisque l'Assemblée Nationale, en décembre 1789, décida d'une autre forme de municipalité, presque la forme actuelle : un maire, des adjoints, un procureur et des conseillers. C'est Jean Nolleau, fermier à Marlanval, qui fut élu maire, il eut rapidement à faire face à une scission, quelques habitants voulant obtenir des terres pour les défricher, les autres étant contre.
L'économie s'appuyait sur trois grandes fermes ou « fiefs ».
La ferme de Vezu, située dans le village lui-même, appartenait aux religieuses de l'abbaye de Montmartre et fut vendue en 1791, pour 26 200 francs à Jean-Baptiste Gory, qui n'était pas de la région et la mit en fermage par Georges Rohes. En 1904 elle fut achetée par la famille Gastellier originaire de Boissy après elle a été vendue à la famille Manuel.
La ferme de Mainbervilliers, dite « Fief de Saint-Marc », également propriété des religieuses, est vendue en 1791 à un dénommé « Jannot » pour 25 700 francs. En 1829, elle appartenait à André et Jean Gastellier. 

La ferme de Monbas, appelée aujourd'hui « le Fief » et située sur les hauteurs au-dessus du village, n'a jamais appartenu aux religieuses, mais successivement à différentes familles.

## Politique et administration

### Administration municipale
Le chef-lieu de canton est la commune de La Chapelle-la-Reine, la sous préfecture et la circonscription sont celles de Fontainebleau et la préfecture est Melun.

### Liste des maires
Quatre maires se sont succédé à Boissy-aux-Cailles depuis 1965 :
| Période                                  | Période   | Identité            | Étiquette | Qualité            |
| ---------------------------------------- | --------- | ------------------- | --------- | ------------------ |
| Les données manquantes sont à compléter. |           |                     |           |                    |
| mars 1965                                | mai 1992  | Raymond Pochon      | Droite    | Conseiller général |
| mai 1992                                 | mars 2001 | Michelle Fauconnier |           |                    |
| mars 2001                                | 2014      | Érick Bouteille     |           |                    |
| 2014                                     | En cours  | Patrick Pochon      |           |                    |

### Politique environnementale
Boissy est une des communes du parc naturel du Gâtinais français.

### Jumelages
Boissy-aux-Cailles n'est jumelée avec aucune commune.

## Équipements et services

### Eau et assainissement
L’organisation de la distribution de l’eau potable, de la collecte et du traitement des eaux usées et pluviales relève des communes. La loi NOTRe de 2015 a accru le rôle des EPCI à fiscalité propre en leur transférant cette compétence. Ce transfert devait en principe être effectif au 1er janvier 2020, mais la loi Ferrand-Fesneau du 3 août 2018 a introduit la possibilité d’un report de ce transfert au 1er janvier 2026,.

#### Assainissement des eaux usées
En 2020, la commune de Boissy-aux-Cailles ne dispose pas d'assainissement collectif,.
L’assainissement non collectif (ANC) désigne les installations individuelles de traitement des eaux domestiques qui ne sont pas desservies par un réseau public de collecte des eaux usées et qui doivent en conséquence traiter elles-mêmes leurs eaux usées avant de les rejeter dans le milieu naturel. Le Parc naturel régional du Gâtinais français assure pour le compte de la commune le service public d'assainissement non collectif (SPANC), qui a pour mission de vérifier la bonne exécution des travaux de réalisation et de réhabilitation, ainsi que le bon fonctionnement et l’entretien des installations,.

#### Eau potable
En 2020, l'alimentation en eau potable est assurée par la communauté d'agglomération du Pays de Fontainebleau (CAPF) qui en a délégué la gestion à l'entreprise Veolia, dont le contrat expire le 31 décembre 2029,,.
Les nappes de Beauce et du Champigny sont classées en zone de répartition des eaux (ZRE), signifiant un déséquilibre entre les besoins en eau et la ressource disponible. Le changement climatique est susceptible d’aggraver ce déséquilibre. Ainsi afin de renforcer la garantie d’une distribution d’une eau de qualité en permanence sur le territoire du département, le troisième Plan départemental de l’eau signé, le 3 octobre 2017, contient un plan d’actions afin d’assurer avec priorisation la sécurisation de l’alimentation en eau potable des Seine-et-Marnais. A cette fin a été préparé et publié en décembre 2020 un schéma départemental d’alimentation en eau potable de secours dans lequel huit secteurs prioritaires sont définis. La commune fait partie du secteur Beauce.

## Population et société

### Démographie
L'évolution du nombre d'habitants est connue à travers les recensements de la population effectués dans la commune depuis 1793. Pour les communes de moins de 10 000 habitants, une enquête de recensement portant sur toute la population est réalisée tous les cinq ans, les populations de référence des années intermédiaires étant quant à elles estimées par interpolation ou extrapolation. Pour la commune, le premier recensement exhaustif entrant dans le cadre du nouveau dispositif a été réalisé en 2006.

En 2022, la commune comptait 274 habitants, en évolution de −7,43 % par rapport à 2016 (Seine-et-Marne : +3,92 %, France hors Mayotte : +2,11 %).
| 1793 | 1800 | 1806 | 1821 | 1831 | 1836 | 1841 | 1846 | 1851 |
| ---- | ---- | ---- | ---- | ---- | ---- | ---- | ---- | ---- |
| 368  | 371  | 335  | 393  | 410  | 469  | 405  | 408  | 437  |

| 1856 | 1861 | 1866 | 1872 | 1876 | 1881 | 1886 | 1891 | 1896 |
| ---- | ---- | ---- | ---- | ---- | ---- | ---- | ---- | ---- |
| 420  | 426  | 402  | 361  | 357  | 361  | 362  | 356  | 379  |

| 1901 | 1906 | 1911 | 1921 | 1926 | 1931 | 1936 | 1946 | 1954 |
| ---- | ---- | ---- | ---- | ---- | ---- | ---- | ---- | ---- |
| 325  | 349  | 358  | 331  | 305  | 314  | 270  | 251  | 241  |

| 1962 | 1968 | 1975 | 1982 | 1990 | 1999 | 2006 | 2011 | 2016 |
| ---- | ---- | ---- | ---- | ---- | ---- | ---- | ---- | ---- |
| 211  | 187  | 160  | 180  | 280  | 271  | 318  | 311  | 296  |

| 2021 | 2022 | - | - | - | - | - | - | - |
| ---- | ---- | - | - | - | - | - | - | - |
| 276  | 274  | - | - | - | - | - | - | - |

### Enseignement
Boissy-aux-Cailles est située dans l'académie de Créteil.
La ville est rattachée au groupement scolaire de La Chapelle-la-Reine.

### Sports
- Club cyclo-tourisme de Boissy-aux-Cailles.
- Association sportive cantonale : l'Entente Sportive de la Forêt (ESF).

### Cultes
Il n'y a plus de messes régulières, le secteur paroissial est celui de La Chapelle-la-Reine. Le curé est celui de Nemours.

## Économie

### Revenus de la population et fiscalité
En 2018, le nombre de ménages fiscaux de la commune était de 116, représentant 284 personnes et la  médiane du revenu disponible par unité de consommation  de 29 840 euros.

### Emploi
En 2018 , le nombre total d’emplois dans la zone était de 49, occupant 131 actifs  résidants.
Le taux d'activité de la population (actifs ayant un emploi) âgée de 15 à 64 ans s'élevait à 71 % contre un taux de chômage de 4,9 %. 
Les 24,1 % d’inactifs se répartissent de la façon suivante : 8,2 % d’étudiants et stagiaires non rémunérés, 7,9 % de retraités ou préretraités et 8,1 % pour les autres inactifs.

### Entreprises et commerces
En 2019, le nombre d’unités légales et d’établissements (activités marchandes hors agriculture) par secteur d'activité était de 23 dont 2 dans l’industrie manufacturière, industries extractives et autres, 3 dans la construction, 3 dans le commerce de gros et de détail, transports, hébergement et restauration, 3 dans l’Information et communication, 2 dans les activités financières et d'assurance, 6 dans les activités spécialisées, scientifiques et techniques et activités de services administratifs et de soutien, 3 dans l’administration publique, enseignement, santé humaine et action sociale et 1  était relatif aux autres activités de services.
En 2020, 2 entreprises ont été créées sur le territoire de la commune, dont 1 individuelles.
La principale activité de la commune reste l'agriculture, les céréales dont de l'orge de brasserie, les betteraves, les pois et nourritures pour le bétail. Une PME s'est installée au centre du village ainsi que quelques artisans ; « la ferme des Quatre-Temps », située à Mainbervilliers produit des volailles et du foie gras.

## Culture locale et patrimoine

### Monuments religieux

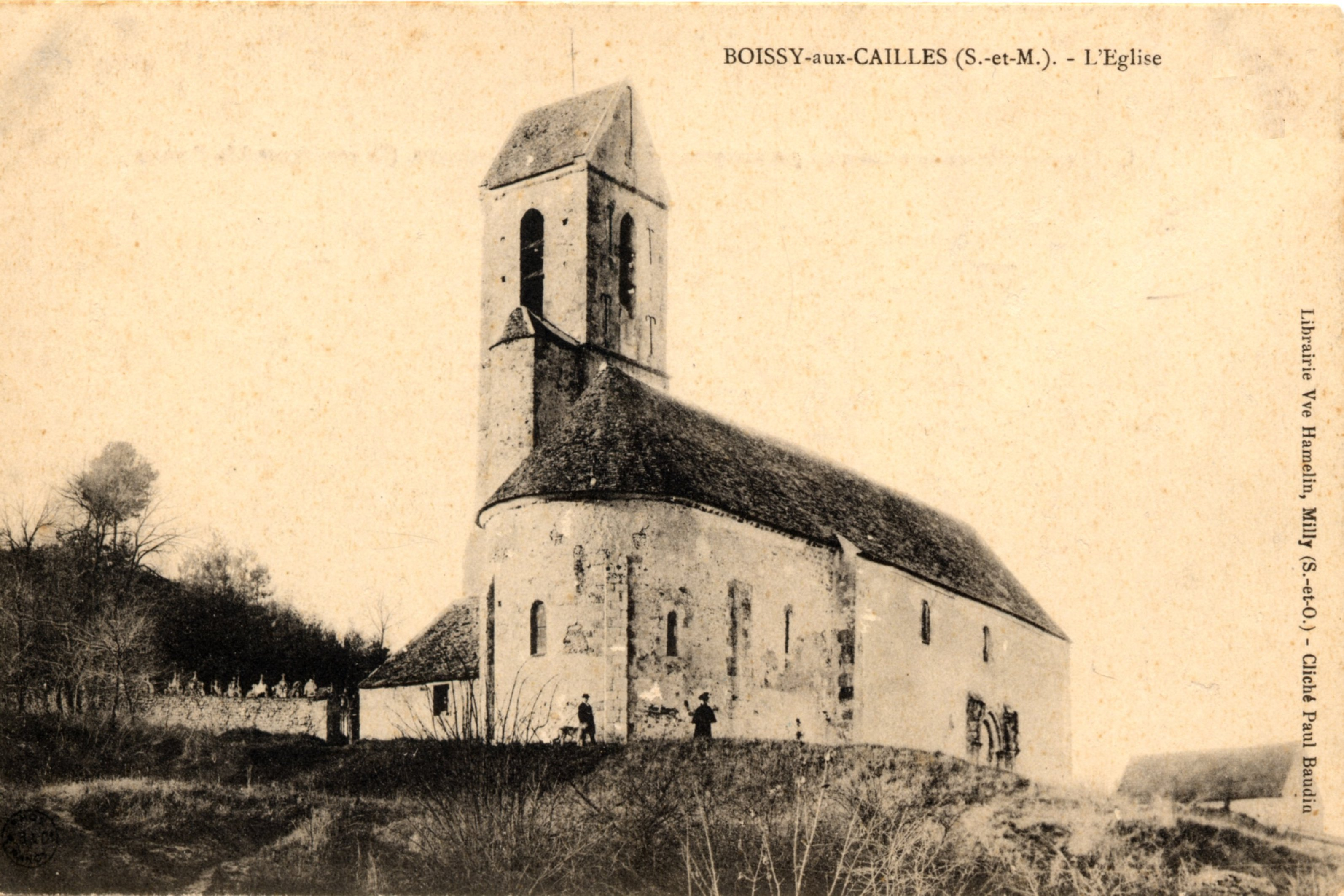
L'église au début du XXe siècle.

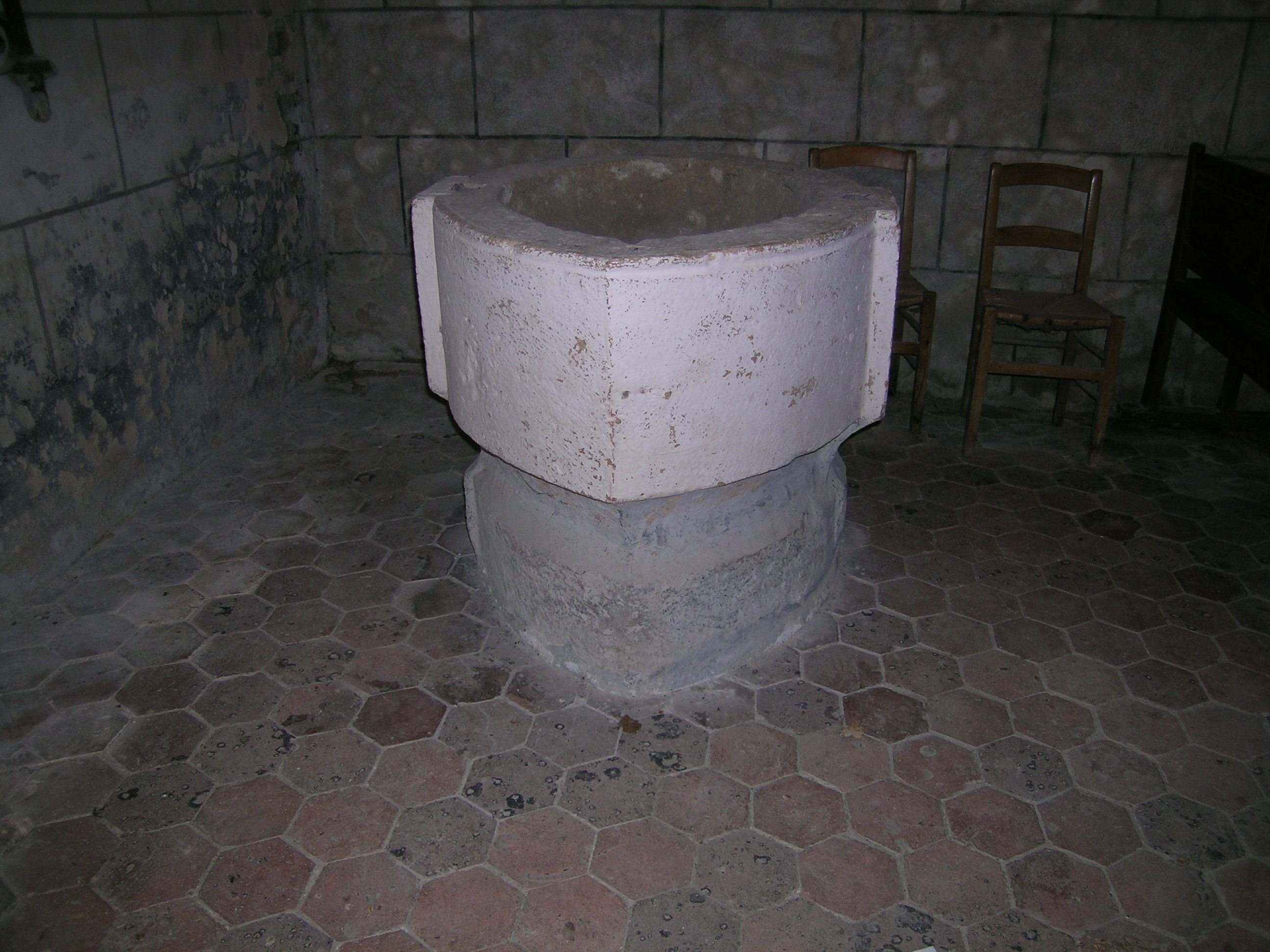
Baptistère.

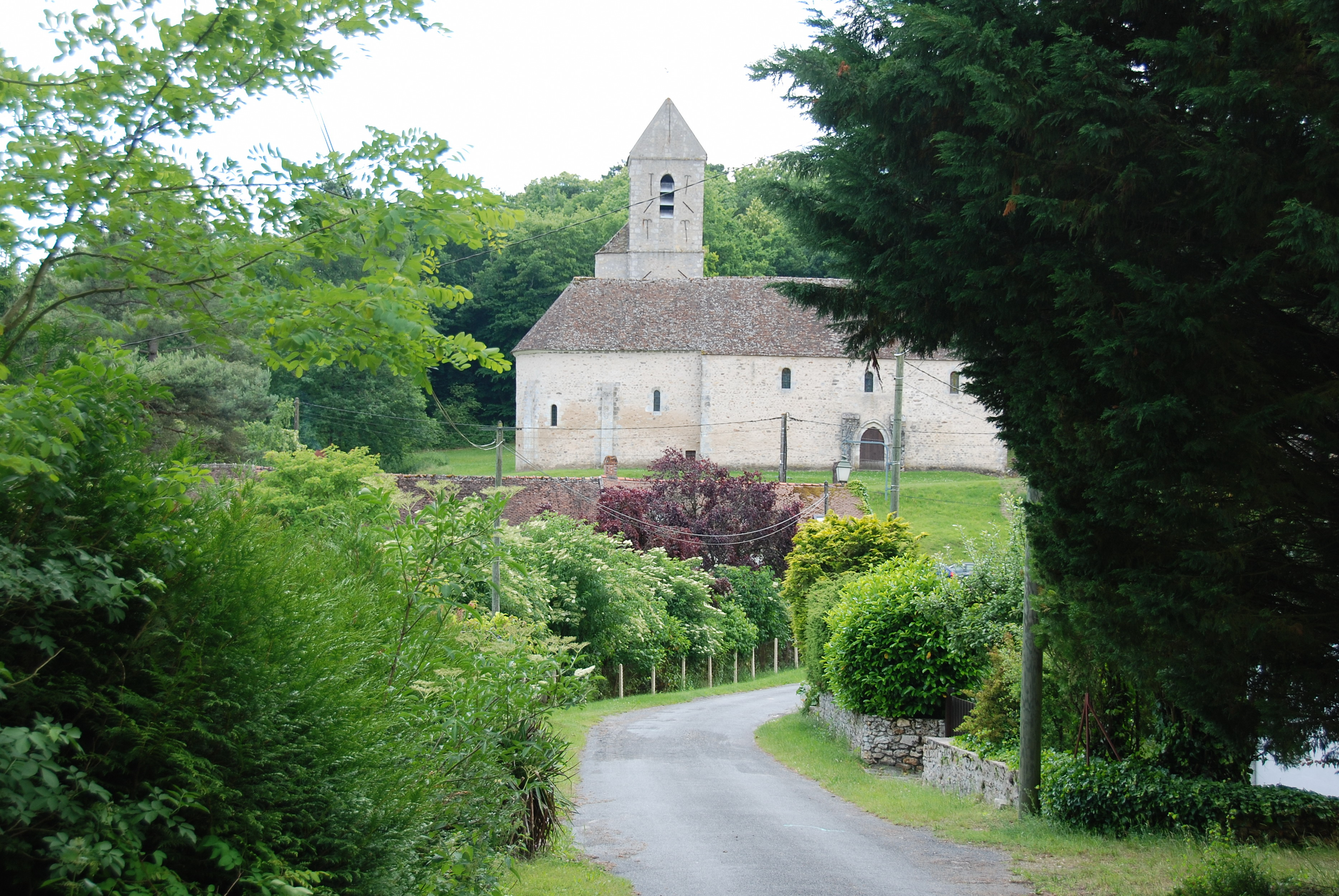
L'église aujourd'hui.

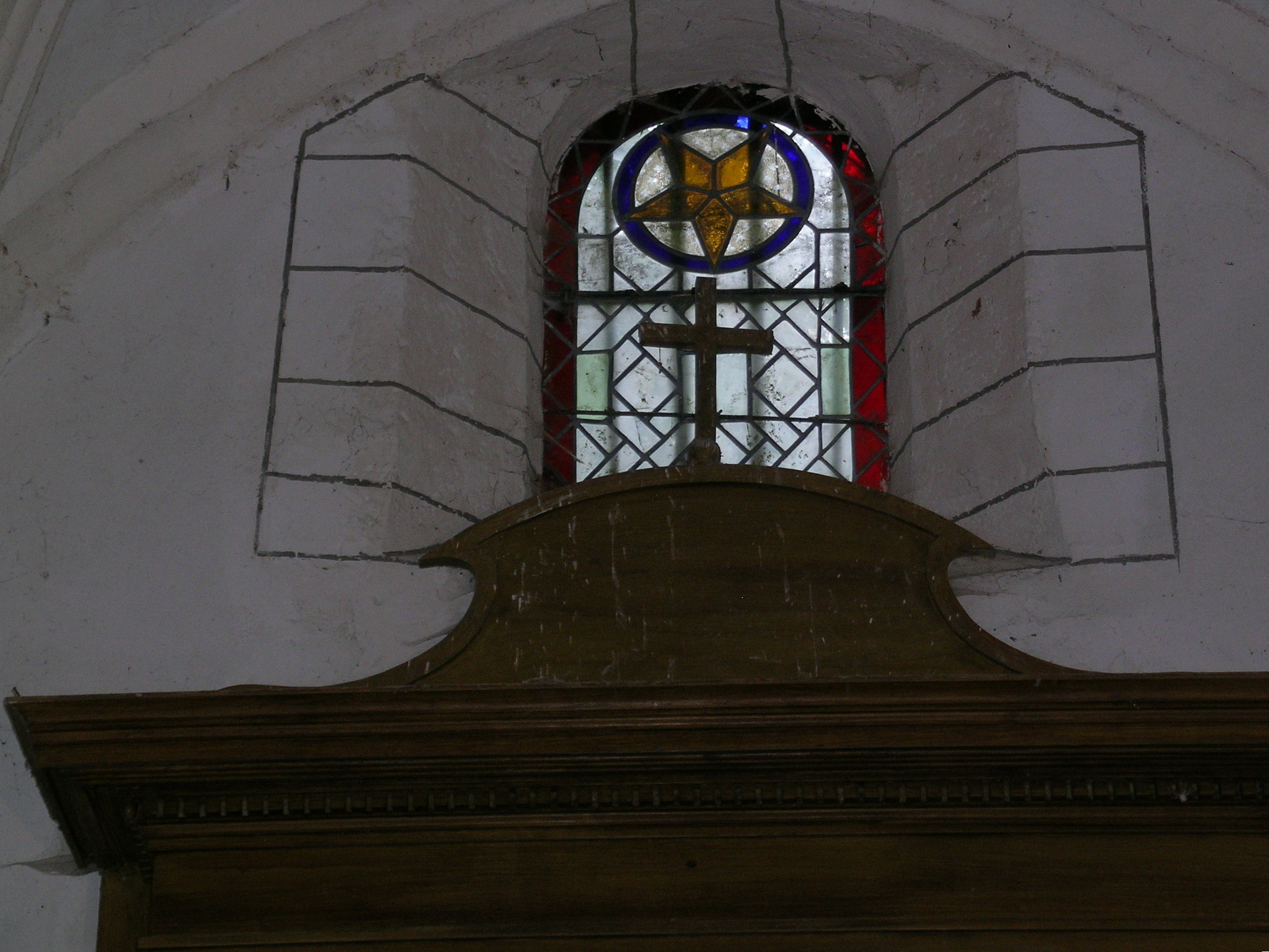
Vitrail avec l'étoile inversée.

L'église dédiée à saint Martin est située sur une hauteur en bordure de village, ce qui lui donne l'impression de dominer le village.
La légende raconte que saint Martin de Tours se rendant de Boissy à Marlanval fut obligé de passer par un chemin escarpé et en particulier sur une grosse pierre en travers du chemin contre laquelle son cheval butta et frappa la pierre si violemment que la trace de son sabot resta imprimée malgré le dureté du grès. Voyant en cet incident la volonté divine, saint Martin fit demi-tour et décida de faire élever une église dans le village plus bas. L'église fut en réalité construite XIe ou XIIe siècle et non pas au Ve siècle.
De cette église romane restent l'abside et le chœur, le portail nord est du début du XIIe siècle. Une chapelle a été ajoutée au XVIe siècle, la tour carrée et le clocher au  XVIIe siècle. La voûte a été détruite et reconstruite plusieurs fois, le plafond actuel date de 1955. Dans le clocher une cloche datant de 1733 est appelée « Louise Émilie ». Ce nom est celui de la princesse Louise Émilie de la Tour d'Auvergne, abbesse de l'abbaye royale de dame de Montmartre et dame de Boissy. L'église a été inscrite à l'inventaire des monuments historiques le  18 mars 1926.
Une chapelle dite chapelle de Saint Marc, devait se situer à Mainbervilliers à l'embranchement des routes d'Auxy et de Malesherbes. Aujourd'hui disparue, le seul souvenir est une croix, dite croix de Saint Marc, sur le cadastre de 1829.
Le passage et la halte à Boissy-aux-Cailles furent jadis une alternative pour les pèlerins se rendant en pèlerinage à Saint-Jacques-de-Compostelle, entre Paris et Tours, via Orléans (via Turonensis).

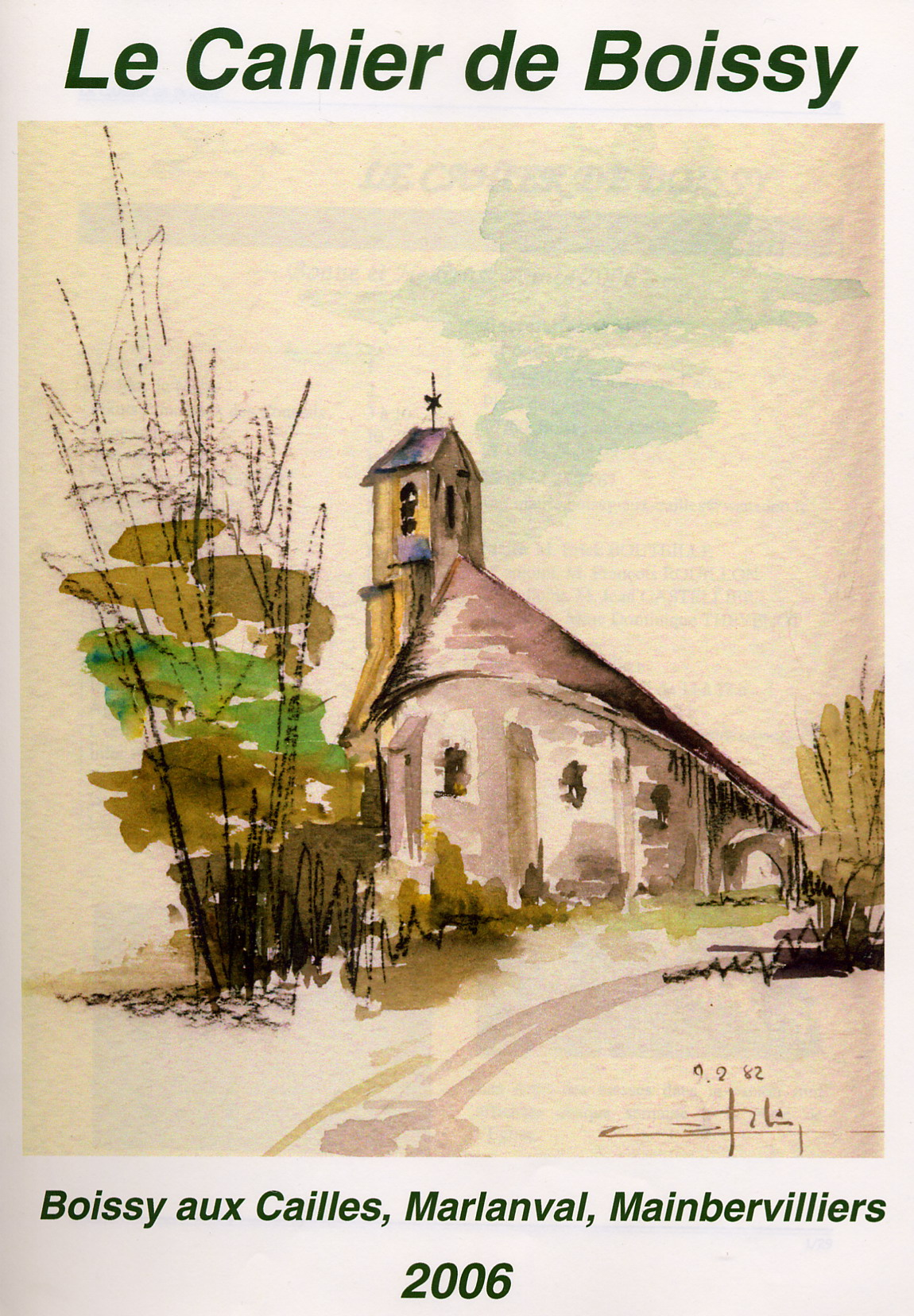
Première page du bulletin municipal.
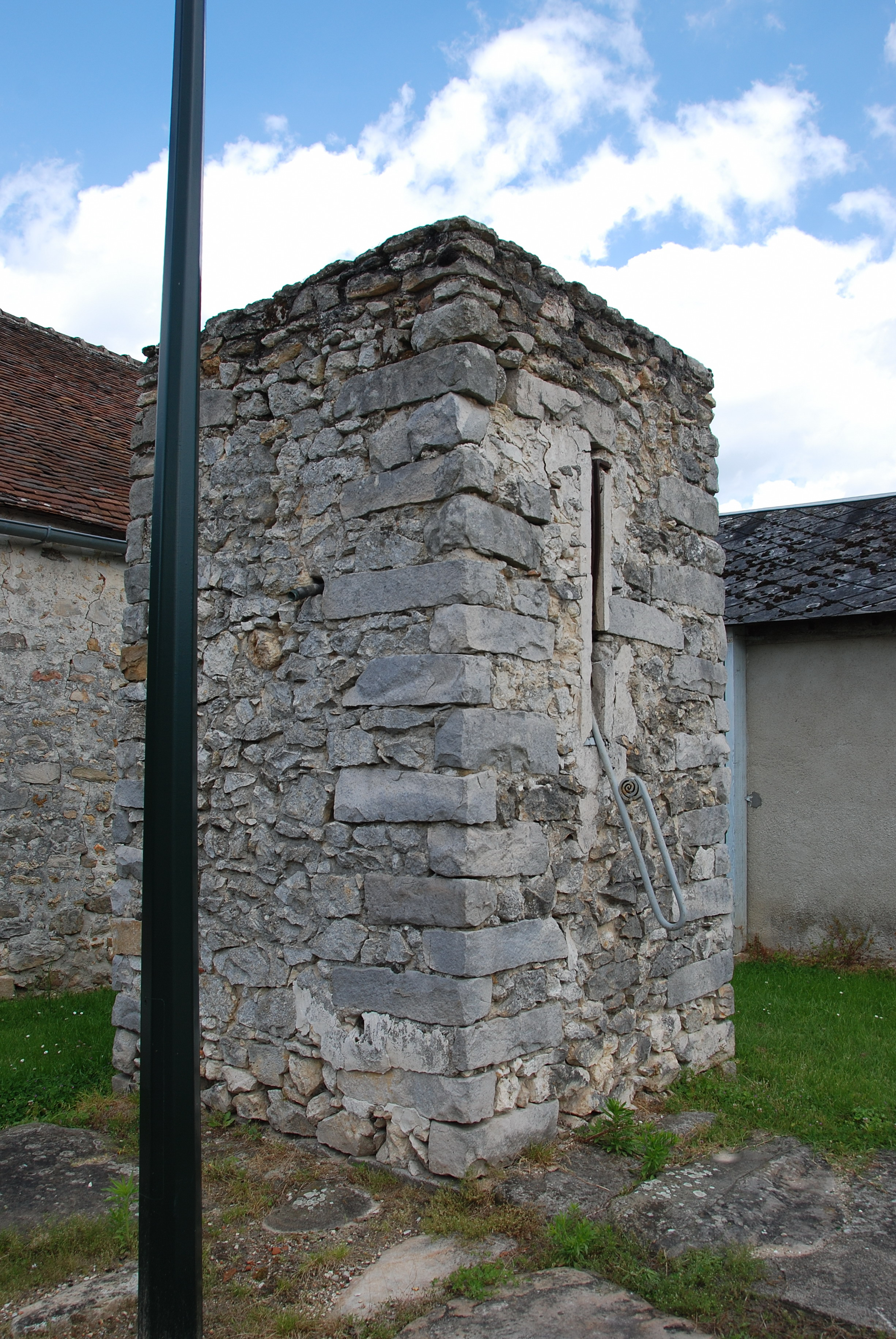
Le puits.
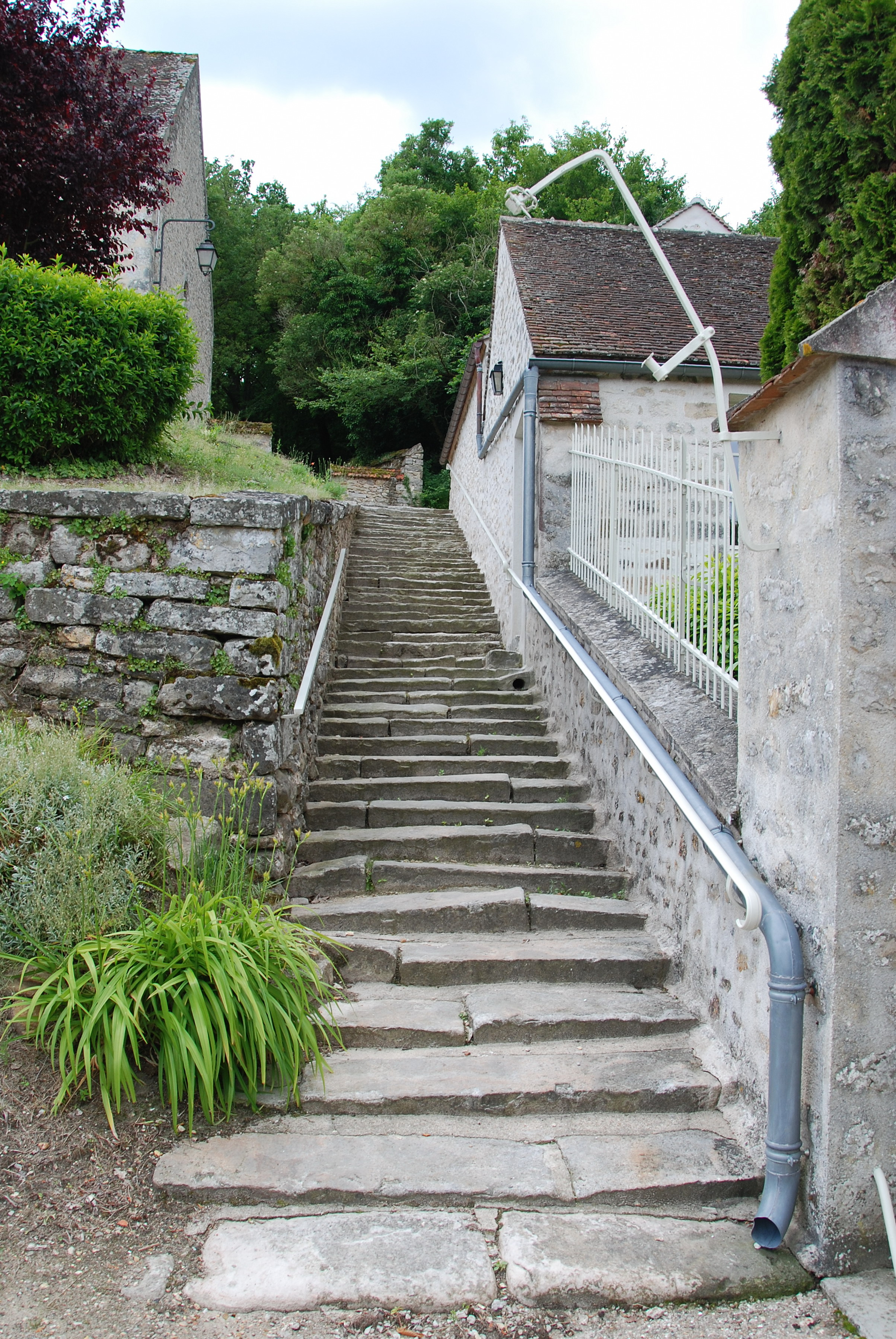
L'escalier qui monte à l'église.
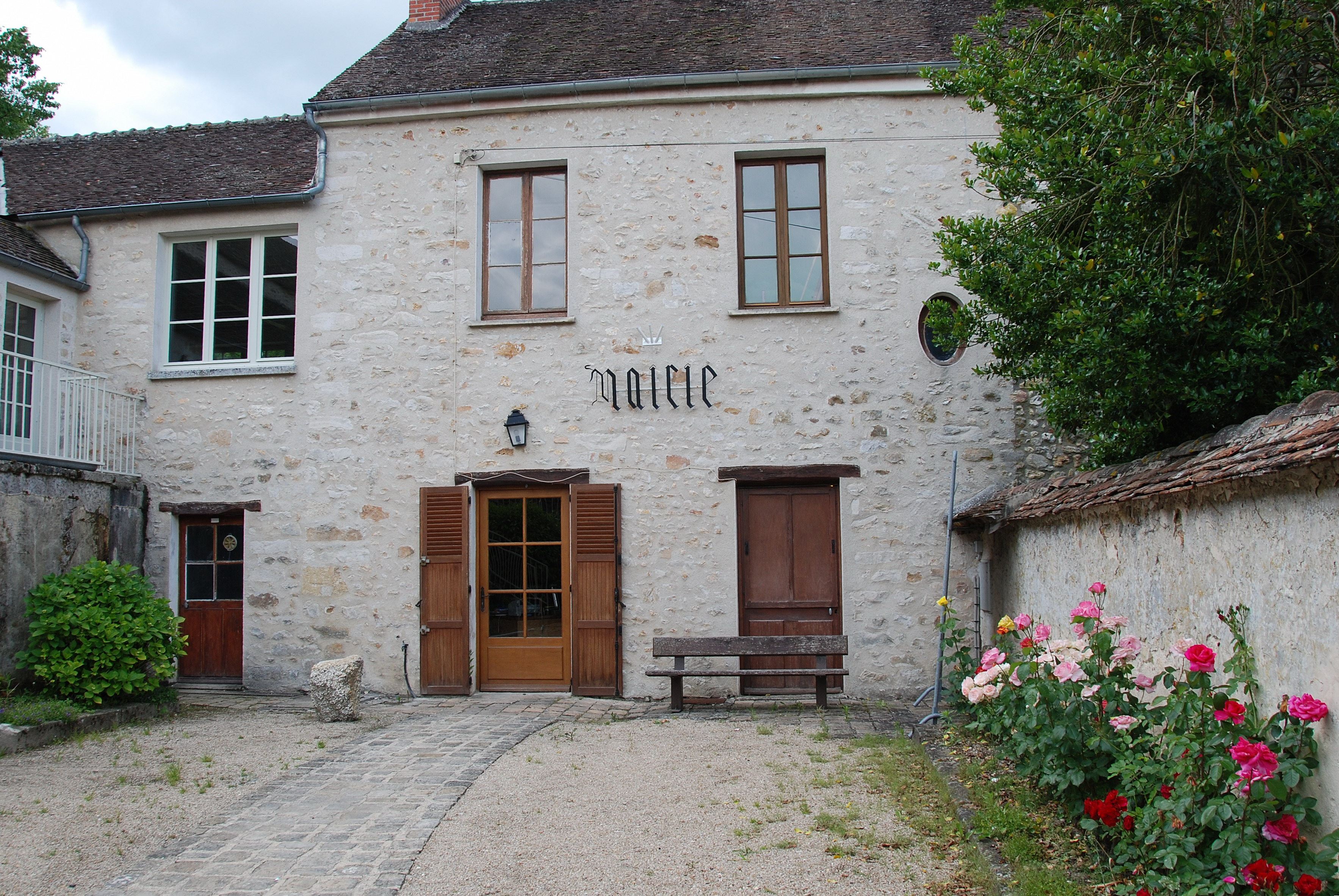
La mairie.
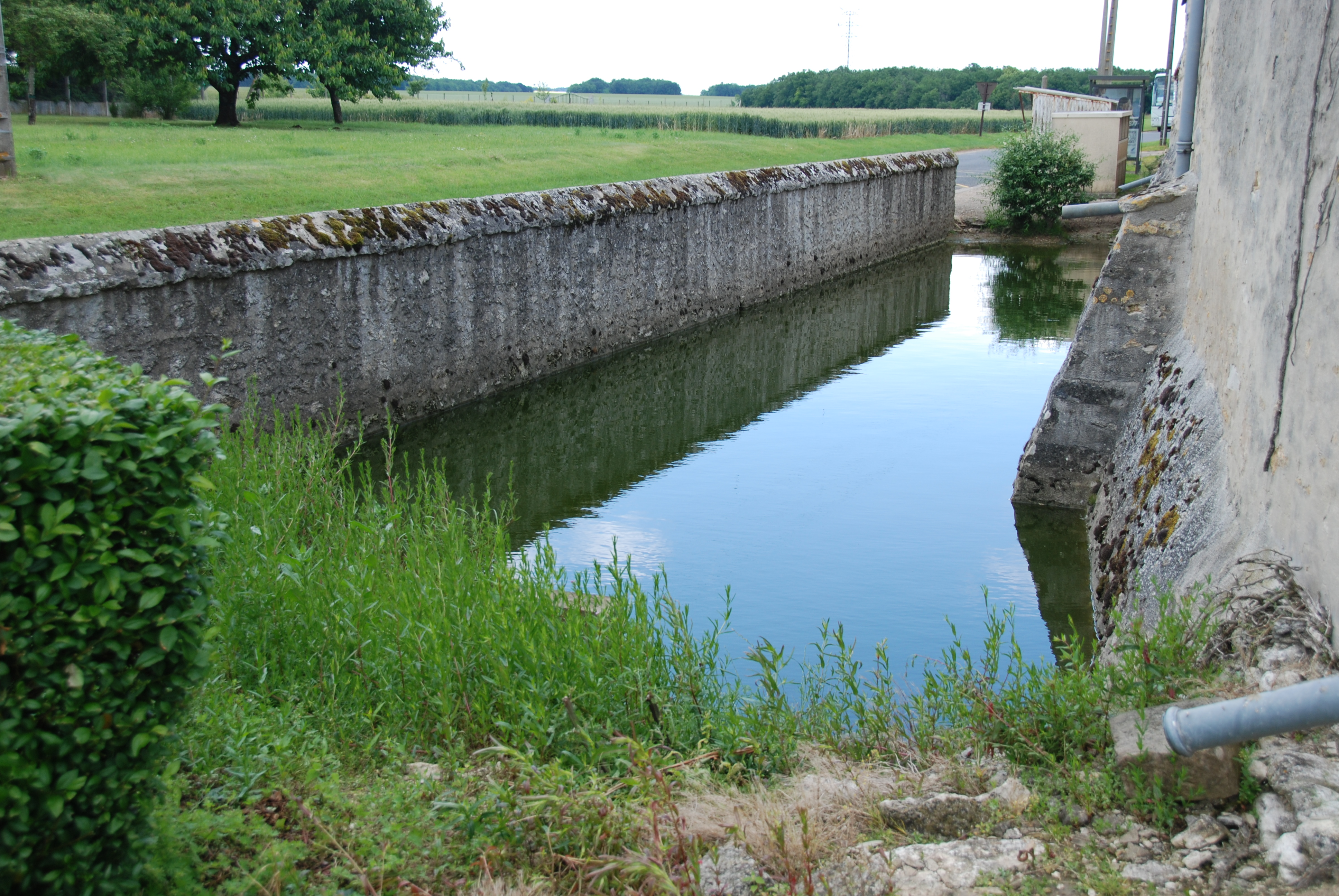
La mare de Mainbervilliers.
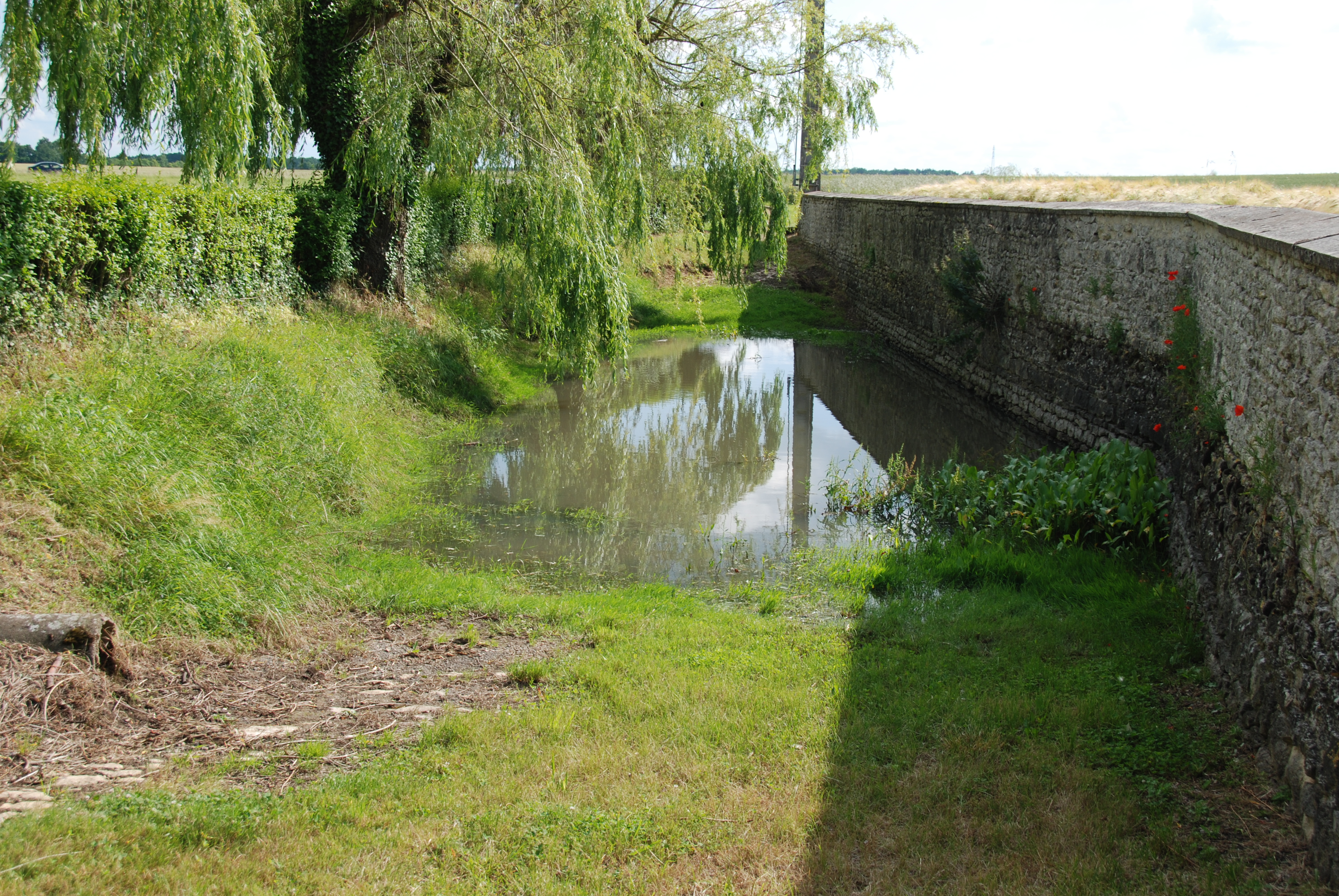
La mare de Marlanval.

### Tintinabulum

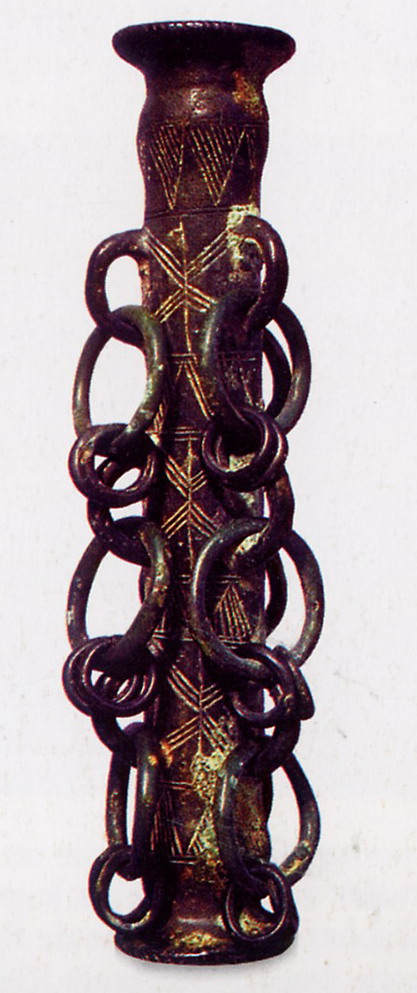
Tintinabulum, âge du bronze.

En 1932, une cachette fut mise au jour par Julien Moireau qui extrayait des pierres d'un lieu-dit la Cave aux Moines. La cachette renfermait 82 objets ou fragment de bronze. Il s'agissait de haches, de gouges, de pointes de lances, de bracelets et d'anneaux datant de la fin de l'âge de bronze (800 ou 900 av. J.-C.). Il y avait en plus deux objets curieux : un tube en bronze orné d'anneaux et un « spéroide creux » à tube latéral qui pourrait être une sorte de briquet primitif. Dans un premier temps, tout ce trésor fut dispersé.
C'est l'abbé André Nouel, sillonnant les routes à vélomoteur, qui réussit à retrouver une grande partie des objets contenus dans la cachette. Au début des années 1990, le conservateur du musée de Préhistoire d'Île-de-France à Nemours, a engagé une procédure d'acquisition du « Tintinabulum », ce qui fut fait quelques mois plus tard. Il est aujourd'hui exposé au musée de la Préhistoire.

### Personnalités liées à la commune
Le peintre Claude Verlinde, d'origine flamande, a vécu à Boissy-aux-Cailles de 1982 à 2004.